# Operazione Compass
L'operazione Compass (in inglese Operation Compass) è stata un'offensiva sferrata l'8 dicembre 1940 dalle forze armate britanniche della Western Desert Force in Nordafrica durante la seconda guerra mondiale, per ricacciare oltre il confine con la Libia le forze italiane che, nel settembre 1940, erano lentamente penetrate in Egitto senza incontrare resistenza. La controffensiva vide contrapposti circa 31 000 soldati britannici, quasi completamente motorizzati e addestrati alla guerra di movimento, all'intera 10ª Armata del maresciallo Rodolfo Graziani, forte di oltre 150 000 uomini, disposta tra Sidi Barrani, Bir Sofafi e Bardia.
La campagna, iniziata come un attacco locale della durata prevista di circa cinque giorni, a causa dell'abilità di manovra delle forze britanniche e della inefficace e disordinata difesa italiana, si trasformò in un'offensiva generale che, dopo due mesi e quattro battaglie campali (Sidi Barrani, Bardia, Tobruch e Beda Fomm), si concluse con la totale disfatta delle forze del maresciallo Graziani e la vittoria delle moderne unità motocorazzate britanniche, che conquistarono interamente la Cirenaica, annientarono la 10ª Armata e catturarono circa 115 000 soldati italiani.
La pesante sconfitta ebbe forti contraccolpi in Italia; Benito Mussolini, già in difficoltà dopo i duri rovesci in Grecia e le gravi perdite navali subite in seguito alla cosiddetta notte di Taranto, fu costretto, per il rischio concreto di perdere anche la Tripolitania, a chiedere l'aiuto dell'alleato tedesco, decretando così la fine della «guerra parallela» fascista. Per non rischiare di vedere l'Italia prematuramente sconfitta nel teatro del Mediterraneo, Adolf Hitler decise per un rapido invio di reparti corazzati tedeschi in Nordafrica, che consentirono all'Asse di contrattaccare e mantenere aperto il fronte nordafricano fino alla primavera del 1943.

## Contesto strategico

### La situazione italiana

Italo Balbo e il suo successore, Rodolfo Graziani, durante un'ispezione sul fronte libico

Nel settembre 1939, con lo scoppio della seconda guerra mondiale, lo stato maggiore del Regio Esercito diramò precise istruzioni per le forze armate nella colonia di Libia: atteggiamento difensivo e mantenimento dei porti di Tripoli e Tobruch. Queste direttive non trovarono il favore del governatore Italo Balbo che, durante i primi giorni della non belligeranza, non accantonò del tutto i suoi progetti offensivi verso oriente; in contrasto con Roma, non esitò a diramare disposizioni accessorie che prevedevano di «passare appena possibile all'offensiva». Balbo non era un entusiasta sostenitore dell'Asse, eppure sperava in un successo sul campo per elevare ulteriormente il suo prestigio e la sua influenza nel regime. Osservatori coevi e, in seguito, la storiografia hanno rilevato un atteggiamento contraddittorio del governatore, tanto contrario alla guerra contro le potenze occidentali quanto favorevole a un attacco al Regno d'Egitto, protettorato britannico. Un'ampia documentazione prova che fino al 1938 Balbo era deciso a intraprendere l'invasione del paese in caso di conflitto, un progetto che difese con ostinazione fino al 1940 nonostante fosse consapevole delle mancanze materiali e morali delle forze a sua disposizione. Il 3 novembre il maresciallo d'Italia Rodolfo Graziani subentrò al generale Alberto Pariani nella carica di capo di stato maggiore del Regio Esercito: Graziani sottopose i progetti di Balbo alle autorità centrali, e il governatore fu messo, non a torto, in minoranza sulla base della mancanza dell'effetto sorpresa e dell'impossibilità di sostenere logisticamente una qualsiasi offensiva. Il successivo 18 novembre il generale Pietro Badoglio comunicò ai sottocapi di stato maggiore che il contegno militare italiano era dettato anche dagli enormi problemi circa la logistica e la difesa contraerea: le scorte in Libia coprivano solo sei mesi e l'aeronautica aveva carburante per meno di due mesi. Sulla contraerea specificò che si sperava in un miglioramento per il 1942.
Il 10 giugno 1940 Benito Mussolini decise di entrare in guerra a fianco dell'alleata Germania nazista. La resa della Francia il 22 giugno successivo spostò il fulcro delle operazioni militari dell'Italia dal continente al mar Mediterraneo, per il quale tuttavia non esisteva alcun piano concreto e nel quale si trovava un nemico organizzato e determinato: l'Impero britannico. Né Mussolini né i vertici delle forze armate, infatti, si erano dati pensiero di strutturare una strategia politico-militare per il bacino o per il Nordafrica, facendo piuttosto un azzardato affidamento sulla potenza militare della Germania per garantire alle armate italiane la possibilità di una breve «guerra parallela», consci della profonda inadeguatezza delle forze armate del paese. Ad esempio, nell'aprile 1940 il capo di stato maggiore generale Badoglio aveva scritto al Duce che la preparazione dell'esercito era al 40% (dato con poco senso perché non rapportato a un'ipotesi precisa di conflitto, ma indicativo della crisi in seno alle forze armate); gli stessi vertici militari sapevano che una guerra totale non era sostenibile, ma preferirono ribadire la loro fiducia in Mussolini e rimettere a lui le decisioni. Questi era in effetti solo al comando, non essendo mai esistito un quartier generale supremo, con grande danno per uno sviluppo ragionato, oculato e armonioso delle tre forze armate nel corso degli anni 1930. Lo stesso Badoglio era privo di reale autorità e non disponeva, per giunta, nemmeno di uno stato maggiore. Ad aggravare il quadro concorsero l'arretratezza tecnologica, la mediocre capacità di mobilitazione, l'assenza di investimenti, la costante carenza di risorse e, infine, la totale indeterminatezza degli obiettivi politici del regime (ondeggianti tra la costituzione di un mitico "mare nostrum" e di un utopico impero africano, oltre a rivendicazioni territoriali nei Balcani). In conclusione Mussolini aveva optato per l'entrata in guerra a prescindere dalle reali capacità del Regio Esercito e unicamente per poter «sedersi al tavolo dei vincitori».

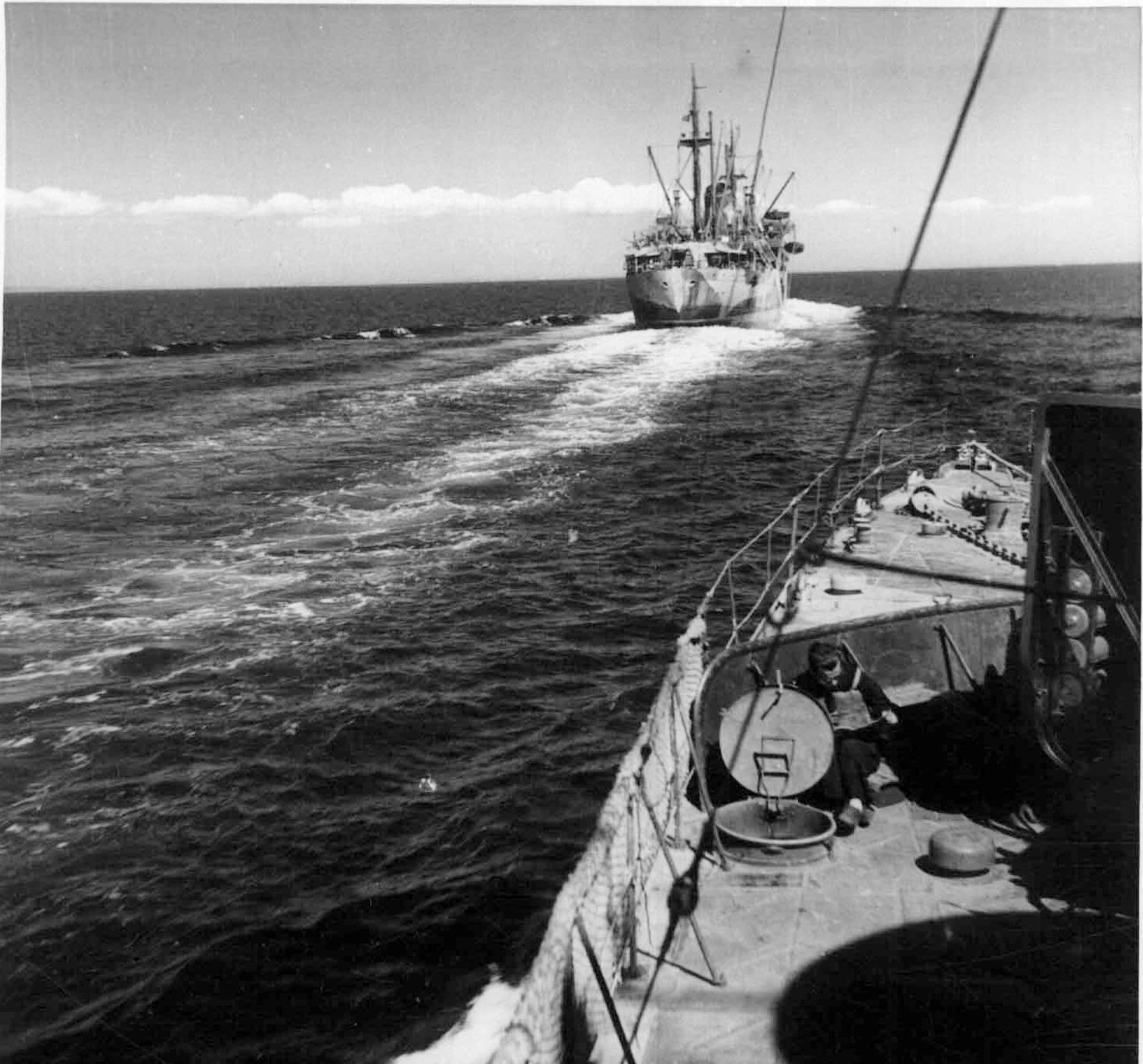
Convoglio italiano diretto in Libia: a fronte delle vaste necessità delle truppe in Nordafrica, i movimenti navali per trasferire materiali e rifornimenti furono all'inizio assai modesti

La Libia si configurò subito come importante teatro strategico. Formata dalla Tripolitania a occidente e dalla Cirenaica a oriente, era caratterizzata da enormi distese pianeggianti di terra dura e sabbia, senza risorse idriche, con montagne impraticabili per i mezzi meccanici dietro Tripoli e tra Derna e Bengasi. Solo una sottile striscia costiera aveva consentito di realizzare l'unica rotabile degna di questo nome, la via Balbia. La popolazione contava allora circa 800 000 nativi e 110 000 coloni italiani, molti emigrati in Libia nel 1938-1939 nell'ambito del programma di insediamento di massa voluto dal regime fascista. Alla vigilia dell'entrata in guerra furono affrettatamente create la 5ª Armata in Tripolitania, rivolta a contenere i francesi dalla Tunisia, e la 10ª Armata in Cirenaica, per parare eventuali attacchi britannici: nel complesso 236 000 uomini. Alla 10ª Armata, dopo la disfatta francese, furono assegnati pressoché tutti i veicoli e le artiglierie presenti in Libia; si trattava comunque di un'armata di fanteria, scarsamente mobile e con materiali obsoleti o insufficienti. Balbo lamentò questo stato di cose e cercò di gettare le basi per una proficua collaborazione con la Regia Aeronautica, ma il 28 giugno 1940 fu ucciso accidentalmente a bordo del suo aeroplano, abbattuto dalla contraerea italiana. Suo successore divenne il maresciallo d'Italia Graziani, che cumulò le cariche di governatore e capo di stato maggiore dell'esercito, ma questi non ne seguì la strada e si attenne scrupolosamente alle direttive difensive del 1939.
Il carattere sanguinario e brutale di Graziani, messo in luce nelle precedenti campagne coloniali, si era notevolmente affievolito nel corso degli anni; l'attentato ad Addis Abeba del febbraio 1937 lo aveva minato sia fisicamente sia psicologicamente: sospettoso e diffidente, molto più attento alla sua incolumità che al senso del dovere, stabilì il suo quartier generale in una tomba romana a Cirene, 350 chilometri a ovest del confine con l'Egitto. Da qui inviava continue richieste per armi, equipaggiamenti, veicoli, aerei e navi, tutte puntualmente rifiutate a causa della contemporanea e improvvisata campagna italiana di Grecia e spesso ribattute con la dichiarazione: «arrangiarsi con quanto presente in loco».

### La situazione britannica

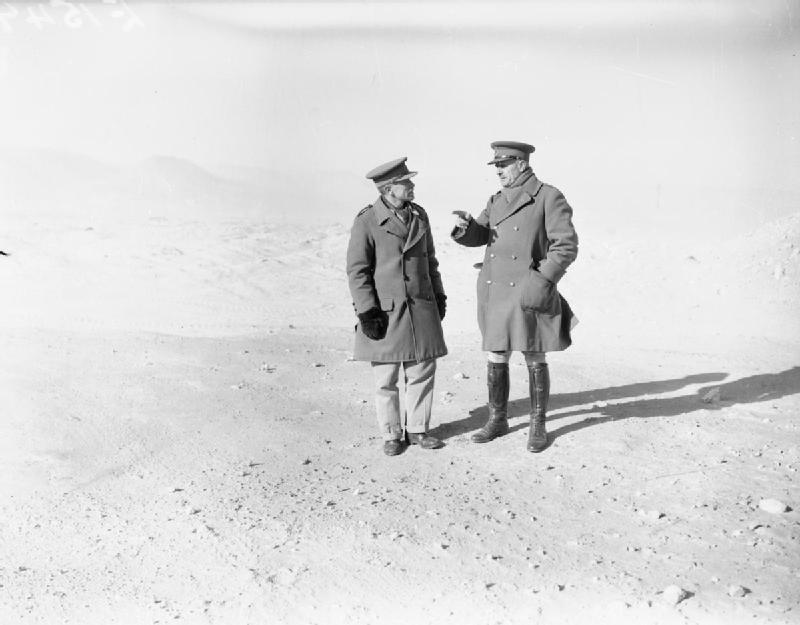
Il generale Richard O'Connor (sinistra), comandante della WDF, e il generale Wavell, durante la battaglia di Beda Fomm

L'entrata in guerra dell'Italia nel giugno 1940 obbligò il Commonwealth a gestire il nuovo e vasto teatro militare del Medio Oriente: questo aggiungeva ulteriori oneri alle forze armate britanniche già duramente impegnate in patria e nell'Atlantico, e poche risorse potevano essere destinate al nuovo teatro. La situazione era poi resa delicata dalle prolungate spinte indipendentiste degli arabi, prontamente sollecitate e strumentalizzate dalla propaganda degli italo-tedeschi per quanto l'intenzione di questi ultimi fosse piuttosto di sostituire un potere coloniale con un altro. Per controllare un'area così strategicamente importante come l'Egitto, e il cruciale canale di Suez che collegava il Nordafrica con i campi petroliferi iracheni, il Regno Unito disponeva della sola 7ª Divisione corazzata (i famosi Desert Rats), i cui primi elementi si trovavano in Egitto dal 1935 e che divenne la spina dorsale della Western Desert Force (WDF), una specie di corpo d'armata completamente motorizzato, equipaggiato con alcune centinaia di carri armati e forte di un buon appoggio aeronavale: la WDF fu attivata proprio nell'estate 1940 per contrastare gli italiani in Nordafrica. Le forze britanniche dipendevano da una catena di comando con una chiara visione politico-strategica: sir Archibald Wavell occupava il posto di comandante in capo del settore mediorientale, con competenze estese all'Egitto dove si trovavano il suo diretto sottoposto, il generale sir Henry Maitland Wilson, e il comandante della WDF, il generale Richard O'Connor.
Wavell aveva combattuto sotto il generale Edmund Allenby in Palestina nel 1917-1918 e, nel dopoguerra, divenne uno dei promotori della sperimentazione di nuove teorie sulle operazioni mobili, elaborate sulla scia degli studi dei teorici della guerra corazzata John F.C. Fuller e Percy Hobart. Egli aveva dunque familiarità con il teatro di guerra egiziano e aveva sviluppato il concetto di guerriglia motorizzata che, ispirandosi alle incursioni di Lawrence d'Arabia, mirava a colpire le linee di comunicazione interne del nemico con piccoli reparti veloci e improvvise scorrerie, obbligandolo a impiegare grosse risorse per controllare capillarmente il territorio. Wavell era gravato da imponenti responsabilità politiche e militari (mantenere aperto il canale di Suez, controllare il Mediterraneo orientale, ripulire il Mar Rosso e l'Africa orientale dalla presenza italiana, preparare le forze in Egitto) e riuscì ad affrontarle efficacemente, con mezzi limitati e con metodi poco ortodossi: tra le varie iniziative, acconsentì che il tenente colonnello Orde Charles Wingate si recasse in Africa orientale a combattere assieme alla resistenza etiope e sostenne Ralph Alger Bagnold nello sviluppo del Long Range Desert Group, unità esplorante dotata di veicoli leggeri e debolmente blindati, ideale per infiltrazioni nel vasto deserto libico-egiziano. Il generale Wilson era il vero ispiratore della WDF e anche della gerarchicamente superiore "Armata del Nilo", un comando strategico in realtà interamente fittizio e che riuscì a ingannare per lungo tempo il SIM italiano sulla reale consistenza delle forze britanniche in Egitto. Altro merito di Wilson fu quello di dare il comando della Western Desert Force a O'Connor, un generale brillante che aveva personalmente guidato la WDF fin dall'estate 1940 durante le scorribande contro i presidi italiani sul confine libico-egiziano. Fu O'Connor a ideare tatticamente il piano dell'operazione Compass.

### L'invasione dell'Egitto

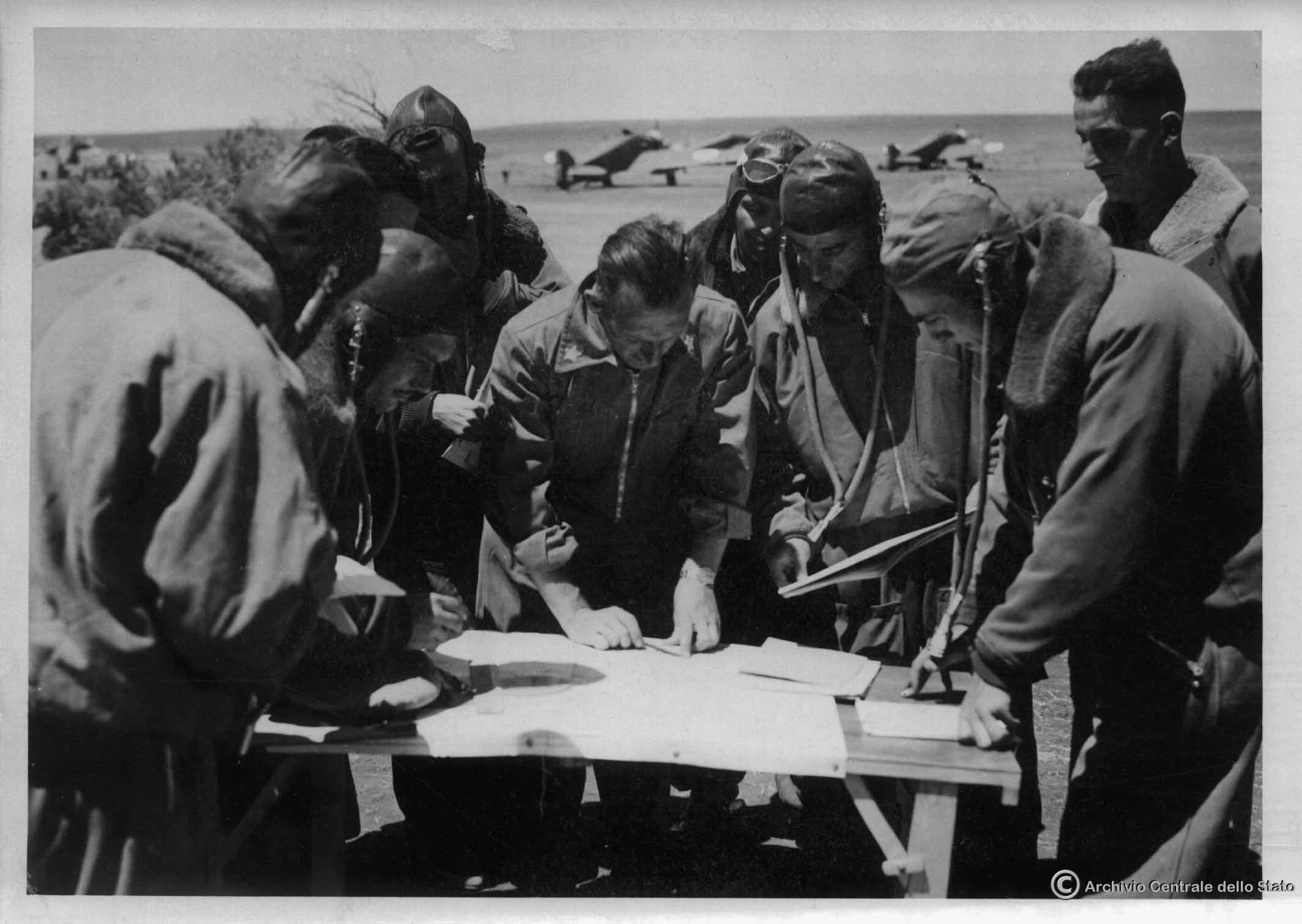
Piloti italiani studiano le mappe dell'Egitto, settembre 1940

Dalla metà del luglio 1940 Mussolini rottamò la politica di contegno difensivo: con la Gran Bretagna sottoposta all'offensiva aerea tedesca, riteneva che la fine delle ostilità fosse imminente e invitò Graziani ad avanzare. Il Duce non riteneva necessario arrivare a Il Cairo, bensì poter dimostrare di aver combattuto prima che fossero aperte le trattative di pace; tuttavia Graziani era insicuro: le pattuglie italiane subivano, regolarmente, alte perdite quando si imbattevano nelle omologhe avversarie lungo la frontiera, rimarcata da tre sbarramenti di filo spinato che lo stesso Graziani (durante la riconquista della Libia degli anni 1920) aveva fatto posare per bloccare le vie di comunicazione dei Senussi con i loro sostenitori nel protettorato britannico. Mancavano poi i mezzi, e i servizi segreti parlavano di un'armata britannica di 300 000 uomini. Solamente il 13 settembre il maresciallo si pose alla testa di sette divisioni di fanteria, che avanzarono per 80 chilometri oltre la frontiera fino a Sidi Barrani senza aver incontrato una vera opposizione e senza aver raggiunto un qualche risultato veramente importante. Mussolini volle allora che l'offensiva proseguisse fino all'abitato di Marsa Matruh, ma il 17 settembre Graziani bloccò ogni iniziativa: ci si aspettava una battaglia decisiva con il concentramento principale britannico, in attesa di un ulteriore potenziamento degli elementi motorizzati a disposizione e anche di un miglioramento delle condizioni logistiche e dell'approvvigionamento idrico disponibile. A riprova di quanto poco si era fatto negli anni passati per lo sviluppo della colonia, risolvere il problema logistico di rifornire i quasi 50 000 uomini a Sidi Barrani si rivelò uno sforzo impossibile per l'esercito italiano. Graziani fu costretto a saccheggiare la Libia, disseppellendo oltre 120 km di tubazioni per l'acqua e requisendo ovunque mezzi d'opera, autocarri, rulli compressori e frantoi. Questa azione paralizzò quasi del tutto ogni forma di attività locale e privò parte della popolazione di strumenti utili sotto il profilo del sostentamento. Il Duce, spazientito, convocò Graziani a Roma e lo istruì personalmente sull'avanzata: la 10ª Armata doveva arrivare al delta del Nilo prima della fine di ottobre ma il governatore, non appena rientrato in Libia, si adoperò per ritardare l'ulteriore offensiva fino almeno a metà dicembre.
In settembre Adolf Hitler, impossibilitato ad attaccare l'Unione Sovietica nel periodo invernale e consapevole di non poter arrivare a un compromesso con Londra, offrì a Mussolini due divisioni corazzate per il teatro nordafricano, comunque rifiutate per motivi propagandistici e di prestigio. Hitler ottenne solo che il generale Wilhelm von Thoma si recasse in Libia per valutare l'impiego di truppe tedesche: arrivato il 20 ottobre, von Thoma redasse un rapporto desolante nel quale puntualizzava che il clima, il terreno e le difficoltà logistiche e di ricettività dei porti libici erano elementi sfavorevoli e secondo il generale il comando italiano «mancava di ogni slancio». Comunque von Thoma stimò l'impiego massimo di forze tedesche in quattro divisioni motorizzate, di più non sarebbe stato possibile rifornirle e di meno non sarebbero riuscite a conseguire risultati apprezzabili.

## Piani e schieramenti

### Regno d'Italia

Il teatro di battaglia di Egitto e Cirenaica

La 10ª Armata era al comando del generale Mario Berti, che al momento dell'offensiva britannica si trovava in licenza in Italia per malattia e, pertanto, era temporaneamente sostituito dal collega Italo Gariboldi. Lo schieramento adottato era difensivo, articolato su una serie di capisaldi non collegati fra loro: dalla costa, nei pressi della località El Matkila, risalivano all'interno fino a Bir Sofafi e piegavano nuovamente a Sidi Barrani, sede del XXI Corpo d'armata del generale Carlo Spatocco. Sulla costa era dislocato il Corpo d'armata libico del generale Sebastiano Gallina, con la 1ª Divisione libica e appena più all'interno la 2ª Divisione libica. In località Nibeiwa era di stanza il Raggruppamento sahariano "Maletti" del generale di divisione Pietro Maletti, risultato del tentativo di Graziani di approntare una divisione motorizzata dopo la visita di von Thoma: il raggruppamento aveva in realtà la consistenza di un reggimento, con quattro battaglioni di libici, un battaglione di mediocri carri armati medi M11/39 e alcune truppe di supporto. In ultimo, al vertice del triangolo era collocata la 63ª Divisione fanteria "Cirene". Più indietro a scendere verso Sidi Barrani, dove era collocato il presidio della 4ª Divisione CC.NN. "3 gennaio", si trovavano alcune unità della 64ª Divisione fanteria "Catanzaro", il cui grosso era invece posizionato a Bug Bug. La sede del XXIII Corpo d'armata del generale Annibale Bergonzoli era situata a Sollum: la 2ª Divisione CC.NN. "28 ottobre" era piazzata nella zona di Halfaya, mentre la 62ª Divisione "Marmarica" e la 1ª Divisione CC.NN. "23 marzo" orbitavano nei dintorni di Sidi Omar.
Il comando dell'armata e di Gariboldi era a Bardia, 130 chilometri a ovest di Sidi Barrani, e più indietro ancora era stata collocata la riserva strategica formata dalla Brigata corazzata speciale "Babini" (Marsa Lucch), dalla 61ª Divisione fanteria "Sirte" (Gambut) e dal comando del XXII Corpo (Tobruch). La Brigata speciale, alla guida del generale Valentino Babini, era articolata su un battaglione di M11/39 e tre battaglioni di carri armati medi M13/40, superiori per armamento e corazzatura; tutti reparti, comunque, ancora in fase di addestramento. La dislocazione di questa riserva la rendeva pressoché inutilizzabile in caso d'attacco, data inoltre l'assenza totale di autocarri in grado di trasferirla celermente al fronte. Nel complesso le forze che sarebbero state interessate dall'urto della WDF consistevano dunque in circa 50 000 effettivi e poco più di ottanta carri armati, soprattutto i piccoli L3/33 e un gruppo di M11 e M13. La componente blindata era stata però sparpagliata a livello di compagnia lungo l'intero fronte e non poteva rappresentare una massa di manovra e sfondamento. In generale, la 10ª Armata poteva contare sullo stesso addestramento tattico delle truppe della prima guerra mondiale, con il 70% di armi ed equipaggiamenti, senza considerare poi un ulteriore elemento di debolezza intrinseco alle formazioni italiane, ossia la consistenza organica delle divisioni. Sulla base della riforma Pariani del 1938, le divisioni di fanteria italiane avevano abbandonato il sistema "ternario" (ovvero tre reggimenti per ogni divisione), adottato da quasi tutti gli eserciti del mondo, in favore di uno "binario" (due reggimenti); l'intenzione era quello di alleggerire i reparti per renderli più agili e rapidi nei movimenti (oltre che moltiplicare il numero di divisioni disponibili per ragioni propagandistiche), ma in definitiva servì solo a impoverire di uomini e potenza di fuoco le unità (a fronte dei 15 000 uomini di una "ternaria" una divisione "binaria" ne schierava 10 000/11 000) senza per questo aumentarne la velocità di spostamento (che dipendeva più dalla disponibilità di autocarri e veicoli motorizzati, sempre carente).

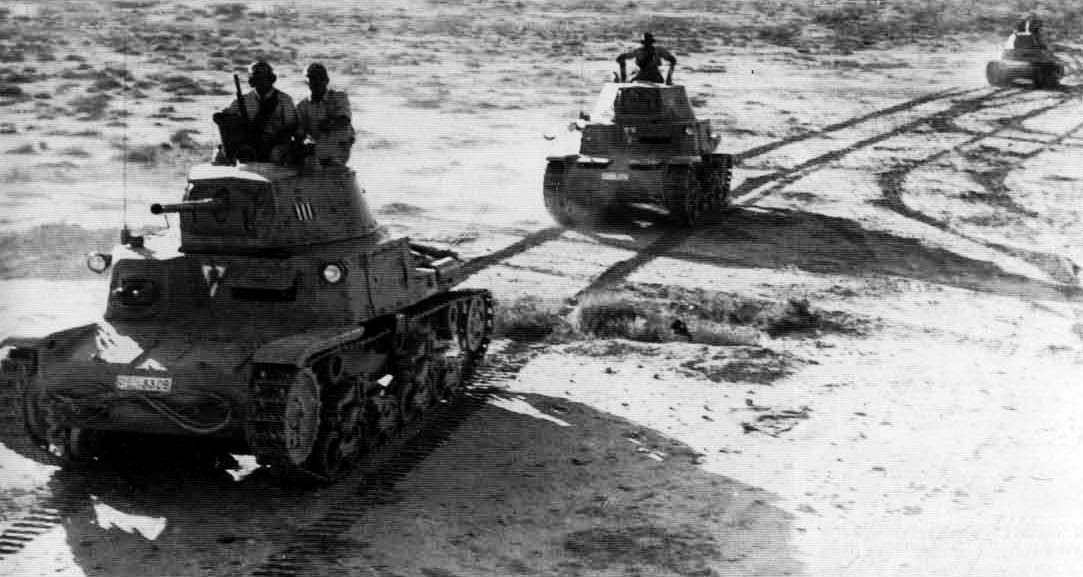
Un M13/40 avanza nel deserto: si trattava del miglior carro armato nell'arsenale italiano del 1940, sebbene non avesse una spiccata superiorità sui blindati britannici. In secondo piano un M14/41, comparso alla fine del 1941.

L'intero schieramento italiano, in apparenza robusto, era in realtà piagato dagli ampi intervalli tra i diversi capisaldi. Invece di concentrare le sue forze, il maresciallo Graziani le aveva parcellizzate in modesti gruppi poco mobili e distanti fra loro nel tentativo di presidiare più territorio possibile, rendendole facili obiettivi per le veloci colonne motorizzate britanniche. La Divisione "Catanzaro", per esempio, fu frazionata in nove capisaldi di varia consistenza lungo la rotabile che unisce Bug Bug a Sidi Barrani; la "Cirene" fu redistribuita in quattro capisaldi (Alam el-Rabia, quota 236, Sofafi e Qabr el-Mahdi) distanti fra loro dai 3 ai 5 chilometri in linea d'aria. I capisaldi stessi, a dispetto del nome, erano spesso campi di tende circondati da piccole trincee, filo spinato e muretti a secco, con campi minati insufficienti se non del tutto assenti. Tale profonda debolezza del sistema difensivo italiano non sfuggì ai britannici, come ebbe ad affermare lo stesso generale Wavell in una relazione: «Il dispositivo nemico mi sembrava essere totalmente errato. Esso era sparso su un largo fronte in una serie di campi trincerati che non si sostenevano reciprocamente ed erano separati fra loro da grandi distanze».
Le forze a terra erano affiancate dalla 5ª Squadra aerea, con complessivi 336 apparecchi in dotazione; tuttavia solo 238 erano pienamente operativi: 100 bombardieri S.M.79, S.M.81 e S.M.82, 110 caccia Fiat C.R.42 e 28 tra Fiat C.R.32, Breda Ba.65 e IMAM Ro.41. Nel complesso erano velivoli non molto moderni.

### Commonwealth
Le scorribande alla frontiera di cui si lamentava il generale Graziani erano state codificate dal maggior generale O'Connor, comandante in capo della WDF e capace ufficiale con dimestichezza nel comando di unità motorizzate. Il maresciallo Wavell, constatata l'inazione degli italiani dopo la presa di Sidi Barrani, scelse proprio il promettente O'Connor per ideare un piano atto a respingere la 10ª Armata. Il comandante supremo si limitò a suggerire l'utilizzo della 4ª Divisione fanteria indiana (alle dipendenze della WDF, rinforzata e completamente motorizzata) lungo la costa, mentre nel settore meridionale avrebbe attaccato la 7ª Divisione corazzata puntando alla località di Sofafi. Wavell accordò ampia libertà ai suoi subordinati e ricordò loro che l'operazione non sarebbe dovuta durare più di 4 o 5 giorni, in base alle risorse logistiche disponibili per la Western Desert Force. Il generale O'Connor scartò quasi subito l'attacco a Sofafi a causa della conformazione del terreno, che avvantaggiava i difensori, e preferì concentrare la massa d'attacco contro il centro dello schieramento italiano – grosso modo contro la 2ª Divisione libica e il Raggruppamento "Maletti". Sulle ali previde solo attacchi diversivi.
O'Connor disponeva di due divisioni al completo (la 7ª corazzata e la 4ª Divisione indiana) e di una formazione creata ad hoc, detta "Gruppo Selby" e composta dal 3º Battaglione del Reggimento Coldstream Guards, da tre compagnie di fanteria, da uno squadrone di autoblindo del 7º Reggimento Ussari e dal 7th Royal Tank Regiment (RTR), dotato di 50 carri armati da fanteria Mk II Matilda. Un'altra grande unità, la 6ª Divisione australiana, stava completando il suo addestramento in Palestina e sarebbe giunta più tardi in Egitto. In totale i britannici mettevano in campo 31 000 uomini con 120 pezzi d'artiglieria, 60 autoblindo e 275 carri armati, così ripartiti: 145 leggeri Vickers Mk VI, 80 Cruiser e 50 Matilda.
Circa l'impiego delle forze meccanizzate, i britannici obbedivano a una dottrina di guerra corazzata diversa dalla famosa "guerra lampo", sciogliendo il binomio carro-fante e lasciando al primo l'onere di sfondare le linee avversarie. Così facendo avevano tralasciato l'appoggio tattico che la fanteria poteva dare ai reparti corazzati, e sottostimarono l'apporto che l'artiglieria controcarro e l'aviazione avrebbero potuto dare durante lo sfondamento. I blindati dovevano travolgere un'ala dello schieramento nemico con una manovra aggirante, mentre la fanteria avrebbe colpito frontalmente: numerose furono le resistenze e le discussioni su un'impostazione tanto radicale e, pertanto, nacquero due grandi famiglie di carri armati: l'infantry tank, concepito per seguire e appoggiare i soldati, e il cruiser tank, per condurre le azioni di accerchiamento. Questa tattica si rivelò vincente contro le quasi statiche forze armate italiane nel 1940, ma successivamente rivelò i suoi limiti quando si trovò a combattere contro il ben guidato e addestrato contingente tedesco. Il comando del Medio Oriente poteva contare su un totale di 700 velivoli della RAF, tra cui molti moderni caccia Hurricane e bombardieri Blenheim e Wellington; una buona parte fu trasferita in Egitto per appoggiare le divisioni della Western Desert Force.

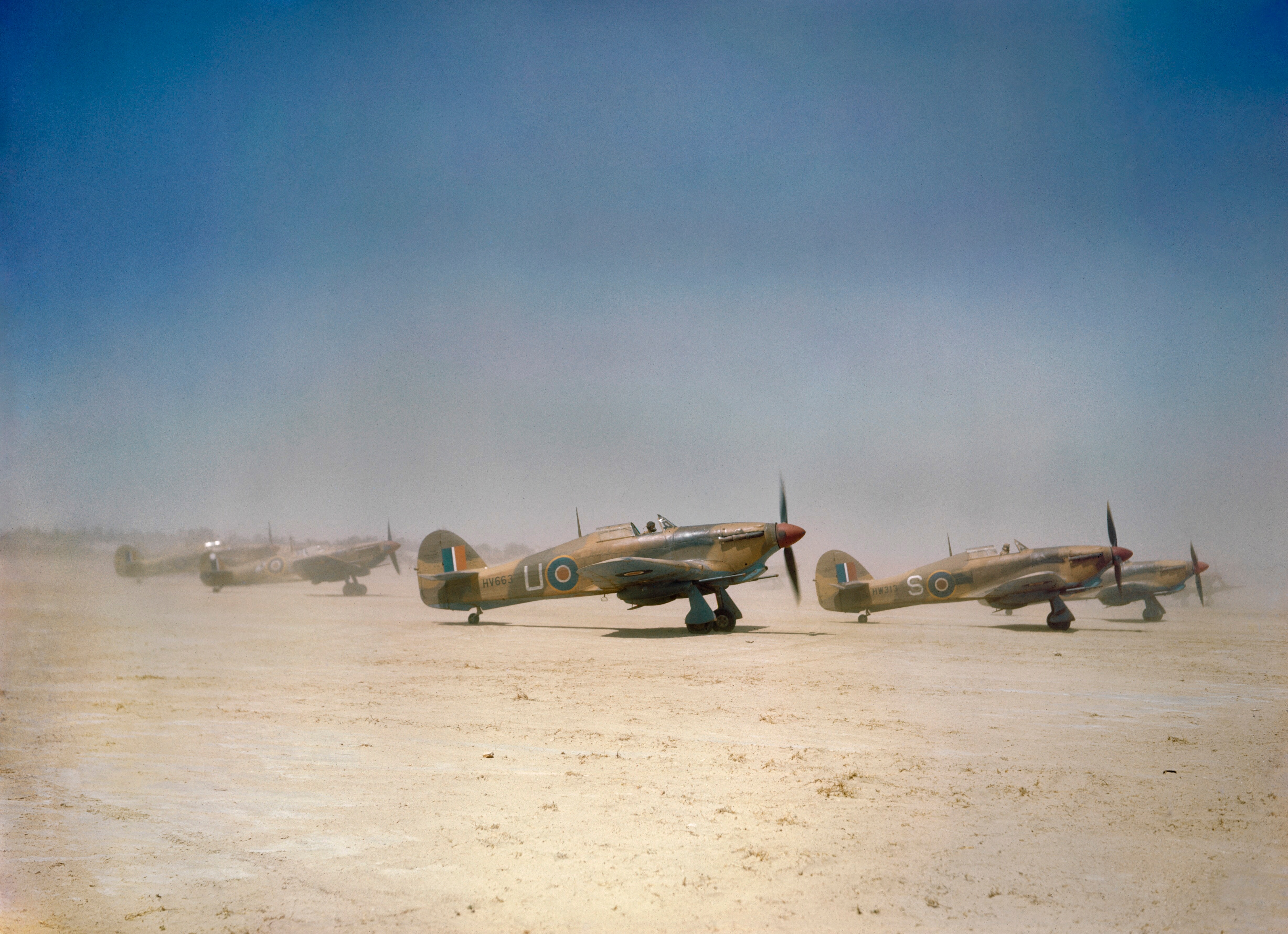
L'Hawker Hurricane, uno dei caccia più diffusi nella RAF

Per mettere a punto il piano di attacco e saggiare le difese italiane, Wavell si appoggiò alle Long Range Patrols (nome iniziale del Long Range Desert Group) allo scopo di «creare problemi in ogni parte della Libia». Le pattuglie colpirono depositi di munizioni e di carburante, penetrarono nelle regioni interne per posarvi mine, tesero imboscate a convogli nemici, forti e avamposti, catturando in alcuni casi dei prigionieri. Il ritmo di tali raid fu mantenuto costante in attesa dell'offensiva di O'Connor e con lo scopo ulteriore di distrarre i comandi italiani. In effetti i britannici riuscirono a confondere e preoccupare gli avversari, che avevano l'impressione di «presenze simultanee in località distanti anche 1 000 chilometri l'una dall'altra». L'intercettazione radiofonica rivelò che Graziani e i suoi subordinati (sviati inoltre dalle grossolane stime del SIM) sollecitavano l'invio di più truppe e aerei per garantire adeguata protezione a tutti gli avamposti e che avevano adottato una rarefatta distribuzione dei reparti, pur di presidiare ampie fasce di territorio. Intanto i piani erano stati definiti: O'Connor era pronto a lanciare una manovra aggirante sul fianco delle truppe del Corpo d'armata libico con la 7ª Divisione corazzata, incaricata di interrompere i collegamenti con le retrovie, e con la 4ª Divisione indiana più il 7th RTR, cui spettò l'attacco principale. Il "Gruppo Selby" avrebbe invece condotto un attacco diversivo lungo la costa, appoggiato da alcune unità della Royal Navy. Infine furono schierate le nuove Jock column, escogitate proprio alla vigilia dell'attacco italiano; definite così in onore dell'ideatore (colonnello Jock Campbell) consistevano in piccole colonne autonome formate da elementi delle tre armi, in grado di muovere lungo il fronte di combattimento per effettuare azioni di infiltrazione. L'intera operazione era stata concepita per scompaginare le avanguardie italiane e, in secondo momento, respingere la 10ª Armata da Sidi Barrani e possibilmente dall'Egitto: una penetrazione in Libia era vista come una possibilità remota. In questa fase preparatoria sorsero nuovi attriti tra il generale Wavell e il primo ministro Winston Churchill, che aveva intenzione di dirottare parte delle non grandi forze del comando del Medio Oriente per sostenere la lotta della Grecia contro gli italiani. In ogni caso il progetto offensivo britannico contro il raggruppamento italiano di Sidi Barrani fu perfezionato nelle settimane successive: l'operazione ebbe il nome in codice Compass ("bussola", strumento cruciale per muoversi nel deserto, o anche "accerchiamento") e, grazie anche alla perspicacia tattica del generale O'Connor, il suo inizio fu stabilito per la notte tra l'8 e il 9 dicembre 1940.

## Svolgimento delle operazioni

### L'attacco britannico
(Tenente colonnello G.R. Stevens, 4ª Divisione indiana)
(Generale Gallina a Sidi Barrani)

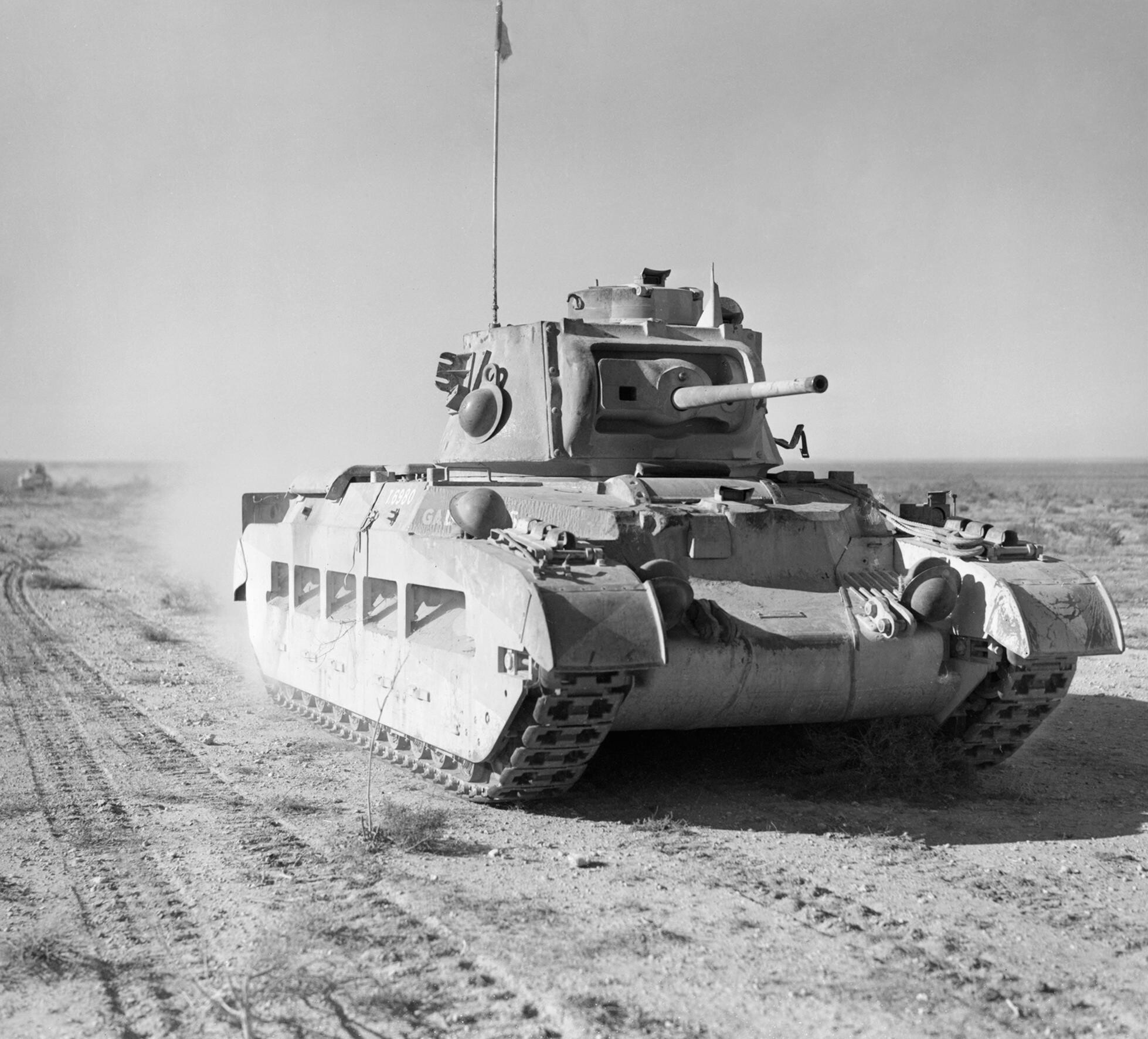
Un carro da fanteria britannico Matilda del 7º RTR in movimento nel deserto occidentale

La prima fase dell'operazione Compass, chiamata dai britannici Battle of the Camps, ebbe inizio la mattina di sabato 7 dicembre 1940, quando i bombardieri della RAF lanciarono un massiccio attacco a sorpresa contro i campi volo italiani distruggendo al suolo 29 velivoli e costringendo l'aeronautica italiana a rimanere a terra. Ciò consentì a due colonne britanniche, per complessivi 10 000 veicoli, di avvicinarsi al fronte senza il rischio di essere avvistate e di radunarsi al punto di partenza (Piccadilly Circus) a circa 20 chilometri a sud-est di Nibeiwa. Contemporaneamente il "Gruppo Selby" provvide a fungere da esca dirigendosi in pieno giorno a sud-est di Matkila; la Royal Navy bersagliò le postazioni della 1ª Divisione libica con il monitore HMS Terror e la cannoniera HMS Aphis, mentre la HMS Ladybird martellava Sidi Barrani.
Nella notte tra l'8 e il 9 dicembre si alzarono in volo decine di velivoli della RAF con il compito di mascherare il rumore delle colonne motorizzate che si apprestavano ad attaccare; così all'alba, dopo un breve tiro d'artiglieria, gli uomini del generale Maletti videro spuntare di sorpresa i carri armati del 7th RTR seguiti da tre battaglioni di fanteria del 2nd Cameron Higlander, dell'1/6th Rajputana Rifles e del 4/7th Rajput. Gli undici carri M11/39 del II Battaglione del Raggruppamento sahariano, incredibilmente parcheggiati in campo aperto, furono quasi subito messi fuori combattimento e successivamente le forze anglo-indiane si diressero su Nibeiwa, dove li attendevano i soldati libici di Maletti. Il campo trincerato era al centro dello schieramento italiano e aveva forma rettangolare di circa un chilometro per due, circondato da muri e da un fossato anticarro, con un campo minato incompleto sul lato posteriore per permettere ai veicoli di rifornimento di accedervi più agevolmente; questa circostanza era stata scoperta dai reparti da ricognizione britannici. Le truppe anglo-indiane penetrarono nel campo dall'angolo nordoccidentale, appoggiate dai lenti ma ben corazzati Matilda, sui quali i proiettili dei cannoni controcarro italiani da 47 mm letteralmente rimbalzavano. La fanteria britannica ingaggiò in combattimento i reparti libici che presidiavano il campo; gli italo-libici si batterono accanitamente ma la situazione tattica, la sorpresa e la superiorità britannica finirono per aver ragione della resistenza della base di Nibeiwa. Dopo tre ore la battaglia si era conclusa con il pressoché totale annientamento del Raggruppamento sahariano "Maletti", che ebbe 800 caduti, 1 300 feriti e 2 000 prigionieri; lo stesso generale Maletti era stato colpito mortalmente, mentre il figlio venne ferito e catturato. I britannici persero una cinquantina di uomini tra morti e feriti.
La cattura del campo trincerato di Nibeiwa aprì un ampio varco nello schieramento italiano. Dopo essersi riforniti, alle 11:00 circa la 5ª Brigata fanteria indiana, poi raggiunta dal 7th RTR, si avventò sui tre campi trincerati affiancati nei quali era schierata la 2ª Divisione libica, attaccandoli dal retro dopo un bombardamento d'artiglieria preliminare durato un'ora e amplificato dal contemporaneo intervento della RAF. Il primo caposaldo attaccato dalla fanteria indiana, Tummar Ovest, cessò di esistere intorno alle 16:30 dopo che i Matilda ebbero fatto strage dei piccoli carri L3/33 del XV e IX Battaglione libico, che si erano lanciati contro le forze britanniche. Allo stesso tempo il campo di Tummar Est cadeva in mano del 7th RTR; al calar della sera i soldati italiani tenevano solo il campo Ras el Dai, del tutto isolato. La 2ª Divisione era stata disarticolata e solo pochi reparti superstiti erano riusciti a fuggire verso Sidi Barrani; la 1ª Divisione libica invece, rimasta isolata, ricevette l'ordine di ripiegare immediatamente sulla stessa Sidi Barrani. Mentre erano in corso questi combattimenti, reparti esploranti della 7ª Divisione corazzata britannica avevano raggiunto praticamente indisturbati la strada Sidi Barrani-Bug Bug, tagliando così la principale via di comunicazione degli italiani.

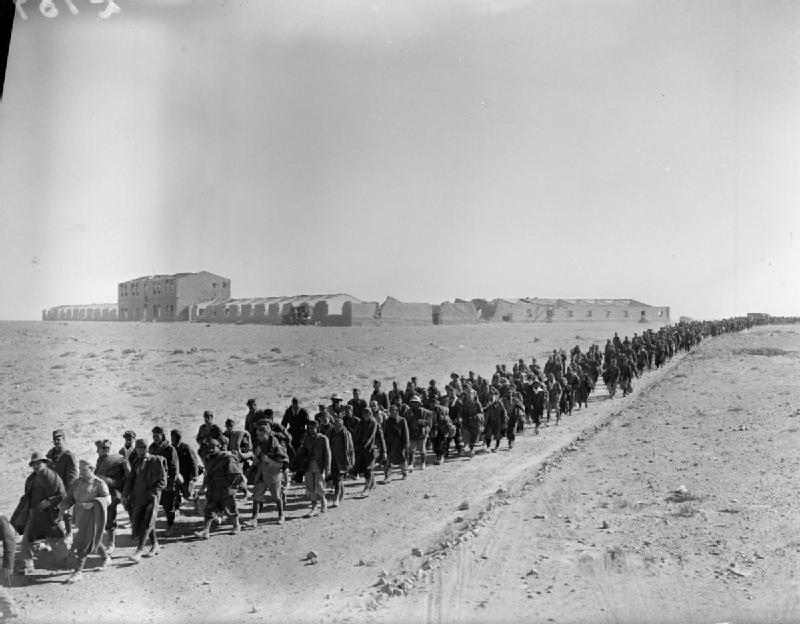
Colonna di prigionieri italiani dopo la battaglia di Sidi Barrani

Il maresciallo Graziani, preoccupato della presenza britannica sulla strada Sidi Barrani-Bug Bug, intorno alle 13:00 ordinò alla Divisione "3 Gennaio" di Camicie nere di contrattaccare e ristabilire il collegamento con la Divisione "Catanzaro"; tuttavia quando arrivò l'ordine, intorno alle 15:00, la situazione era così compromessa che ormai le forze di Sidi Barrani si stavano disponendo per resistere agli attacchi nemici. A riprova della confusione in cui era stato gettato il comando italiano, alle 17:00 circa Graziani ordinò a Maletti di correre in soccorso alla 2ª Divisione libica per ristabilire i contatti con la "3 Gennaio", inconsapevole che sia il Raggruppamento sahariano sia la 2ª Divisione libica erano stati annientati. Le operazioni britanniche ripresero il 10 dicembre: la 16ª Brigata di fanteria, parte della 4ª Divisione indiana, sferrò intorno alle 05:30 un attacco contro Sidi Barrani, ora presidiata dalla 1ª Divisione libica e dalla "3 Gennaio". Il primo assalto fu respinto dall'artiglieria italiana, ma i britannici rinnovarono la pressione con l'appoggio della loro artiglieria pesante, dei carri del 7th RTR, dei bombardieri della RAF e delle cannoniere della Royal Navy. Verso le 13:30 i reparti di Camicie nere che difendevano i settori occidentale e meridionale dello schieramento cedettero di schianto, permettendo ai britannici di penetrare nel perimetro italiano; alle 17:30 venne meno la resistenza organizzata, anche se alcuni reparti di artiglieria continuarono a combattere fino all'ultimo. Alle 18:00 il presidio di Sidi Barrani fu sopraffatto del tutto e rimase una sola sacca a circa 4 chilometri a est del porto, dove erano intrappolati un reparto di Camicie nere e gli ultimi resti della 1ª Divisione libica. Dopo un accanito scontro anche queste forze furono eliminate la mattina dell'11 dicembre, proprio mentre l'isolato caposaldo di Ras el Dai sventolava la bandiera bianca. Il comandante del Corpo d'armata libico, generale Gallina, era stato intanto catturato con tutto il suo stato maggiore.

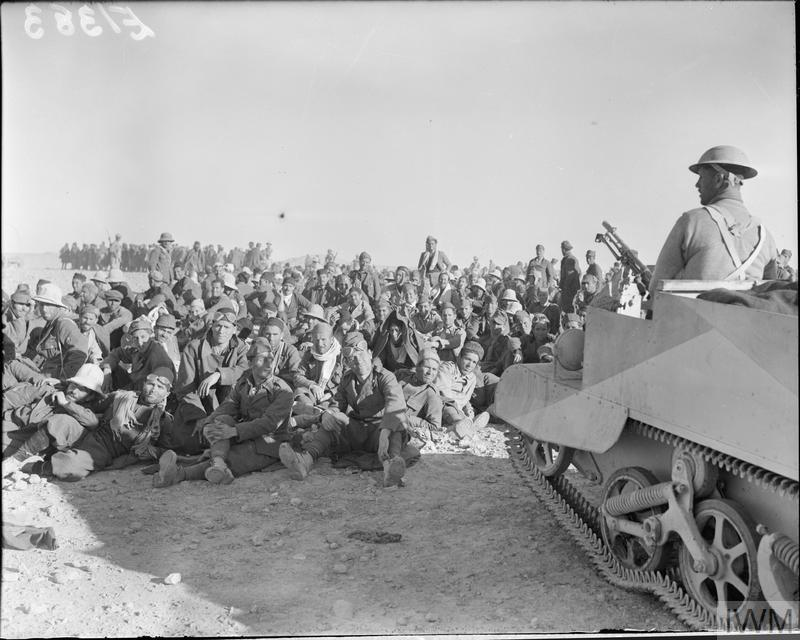
Prigionieri italiani guardati a vista dall'equipaggio di un Bren Gun Carrier

Con il suo schieramento ormai compromesso, Graziani diede ordine alle divisioni "Catanzaro" e "Cirene", che si trovavano ora in una posizione molto esposta, di ripiegare la prima verso Sollum e la seconda verso Halfaya. Le due unità iniziarono il ripiegamento alle prime luci dell'11 dicembre ma la "Cirene", che aveva captato in grande ritardo l'ordine, fu costretta a lasciare indietro molto materiale e i suoi movimenti furono disturbati da attacchi aerei, debolmente contrastati dalla Regia Aeronautica; nonostante tutto riuscì a raggiungere il passo dell'Halfaya nel pomeriggio del giorno dopo. La "Catanzaro" invece, che stava ritirandosi con quasi tutto l'armamento, fu sorpresa in campo aperto dai carri e dalle autoblindo dell'11º Ussari della 7ª Brigata corazzata, che ingaggiarono diversi piccoli combattimenti e costrinsero i soldati italiani ad abbandonare l'equipaggiamento pesante nel tentativo di disimpegnarsi. Alla fine solo un terzo delle truppe della Divisione "Catanzaro" raggiunse le linee amiche. Per la sera del 12 dicembre, dopo quattro giorni di combattimenti e quindi entro i termini della loro autonomia logistica, i britannici avevano pressoché annullato i risultati territoriali ottenuti dall'avanzata di Graziani di settembre. Gli uomini della Western Desert Force avevano distrutto tre divisioni di fanteria, un raggruppamento corazzato e vari reparti di supporto; furono uccisi o catturati 38 500 soldati della 10ª Armata oltre a 73 carri armati, un migliaio di camion e 237 pezzi d'artiglieria. I britannici da parte loro ebbero all'incirca 700 tra morti e feriti e, seppur la maggior parte dei carri armati impiegati erano ora inutilizzabili, le officine mobili da campo si misero subito al lavoro su ordine di Wavell per rimetterne in sesto il più possibile prima di rinnovare l'avanzata.

### La presa di Bardia

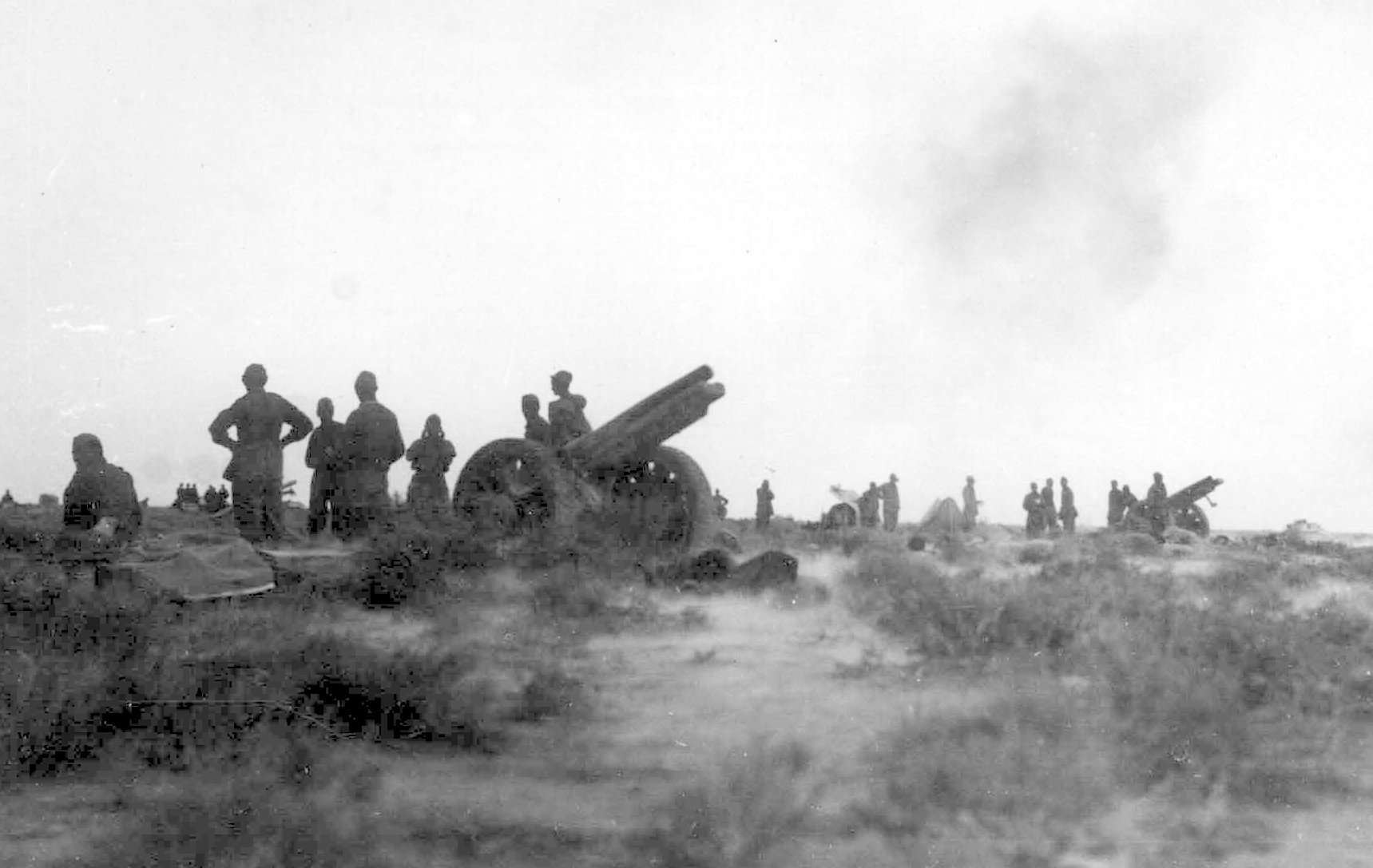
Batteria italiana in azione durante la difesa di Bardia

A Roma ci si rese ben presto conto dell'entità della sconfitta: il ministro degli Esteri Galeazzo Ciano scrisse sul suo diario che «Le notizie dell'attacco su Sidi El Barrani arrivano come un colpo di fulmine. Dapprima la cosa non sembra grave, ma i successivi telegrammi di Graziani confermano trattarsi di una grossa legnata». Il 12 il maresciallo Graziani, ormai totalmente in confusione, telegrafò al comando supremo: «Dopo questi ultimi avvenimenti [...] riterrei mio dovere, anziché sacrificare la mia inutile persona sul posto, portarmi a Tripoli, se mi riuscirà, per mantenere almeno alta su quel Castello la bandiera d'Italia, attendendo che la Madrepatria mi metta in condizioni di continuare a operare». Mussolini non lo destituì solo perché l'opinione pubblica non avrebbe compreso l'esautorazione di un secondo maresciallo d'Italia a quindici giorni dal siluramento di Badoglio (capro espiatorio per i rovesci subiti in Grecia); la sera stessa del 12 dicembre gli rispose: «Come sempre e più di sempre conto su di voi. Fra Bardia e Tobruk vi sono cannoni e uomini sufficienti per infrangere l'attacco nemico. Anche il nemico è sottoposto all'usura. [...] Infondete a tutti, dai generali ai soldati, l'incrollabile decisione delle ore supreme». Dal punto di vista britannico l'operazione Compass si era chiusa con un indiscutibile successo: il nemico era in fuga, umiliato e battuto a più riprese dalle forze mobili di O'Connor i cui uomini avevano il morale alle stelle. Secondo il comandante della Western Desert Force occorreva dunque sfruttare il momento e continuare a «battere il ferro finché era caldo» e, pertanto, fu deciso di tramutare Compass in un attacco generale contro le forze italiane in Cirenaica. Fu proprio in quel momento che nuove esigenze spinsero i vertici dell'Esercito britannico a trasferire l'esperta 4ª Divisione indiana in Sudan, per partecipare all'attacco contro le forze italiane in Etiopia; fu rimpiazzata dalla 6ª Divisione australiana, unità di recente formazione senza esperienza di combattimento e oltretutto ancora a organico incompleto. Le formazioni corazzate avevano bisogno di tempo per riorganizzarsi, riparare e ricondizionare i veicoli, mentre logisticamente le forze attaccanti si trovavano ora a dover gestire un flusso verso le retrovie di quasi 40 000 prigionieri, cosa che costrinse la WDF a distaccare interi battaglioni per scortarli in improvvisati campi di raccolta.

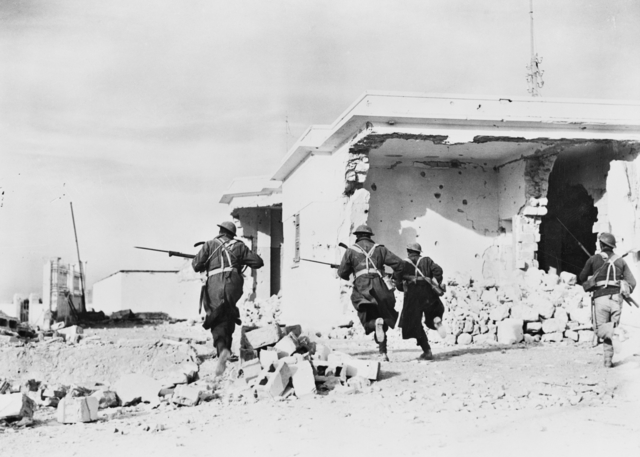
Fanteria australiana tra le strade di Bardia

Il 14 dicembre, dopo aver appreso che i britannici stavano premendo contro i capisaldi della Divisione "28 ottobre" sulle posizioni di Halfaya e stavano minacciando di aggirare il fianco dello schieramento ad appena 25 chilometri da Tobruch, Graziani diede ordine ai reparti italiani di concentrarsi e ripiegare su posizioni più difendibili. Il XXIII Corpo d'armata del generale Annibale Bergonzoli abbandonò dunque Sollum e Halfaya e il 16 dicembre si ridispiegò attorno alla piazzaforte di Bardia, per la cui difesa poteva contare su due divisioni di Camicie nere ("28 ottobre" e "23 marzo") e due di fanteria (la "Marmarica" e la "Cirene"); inglobò inoltre i resti della "Catanzaro", ma dovette rinunciare ai carri M13/40 della Brigata speciale "Babini", inviati ad Ain el-Gazala per proteggere Tobruch. La cinta perimetrale di Bardia, lunga 30 chilometri, non era particolarmente robusta e la riserva mobile contava appena una dozzina di M13 e un centinaio di L3/33. Le forze italiane si erano dunque imbottigliate in una piazzaforte senza la possibilità di essere soccorse dall'esterno, facilitando il compito al maggior generale O'Connor che poteva ora concentrarsi su una postazione alla volta senza dover disperdere le sue forze.
Nel frattempo il generale Berti, rimessosi, era ritornato al comando della 10ª Armata ma si era ritrovato senza un comando effettivo, dato che Graziani pretendeva di prendere ogni decisione; inoltre il comando operativo di tutte le forze disponibili era di fatto in mano al comando del XIII Corpo di Bergonzoli a Bardia. Berti rimase molto poco alla testa dell'armata poiché il 23 dicembre fu silurato da Graziani, che non aveva mai avuto un buon rapporto con il suo sottoposto. Lo sostituì il generale Giuseppe Tellera che, ricevuta la notizia ebbe a dire a un collega: «So di andare a morire, ma avrei almeno gradito di guidare un'armata da me addestrata». Mussolini scrisse personalmente al generale Bergonzoli per incitarlo a resistere e l'ufficiale, soprannominato "Barba elettrica", rispose con baldanza: «In Bardia siamo e qui restiamo». Contemporaneamente iniziarono i contatti tra Roma e Berlino per rivalutare l'invio di rinforzi tedeschi in Libia; il nuovo capo di stato maggiore generale Ugo Cavallero comunicò all'addetto militare presso l'ambasciata tedesca a Roma, Enno von Rintelen, la necessità di almeno due divisioni corazzate. Hitler, in effetti, temeva che la perdita della colonia avrebbe potuto far uscire l'Italia dalla guerra e forse fatto cadere il fascismo e, dunque, approvò l'invio di un corpo di spedizione tedesco in Africa (Deutsches Afrikakorps) per la primavera 1941.

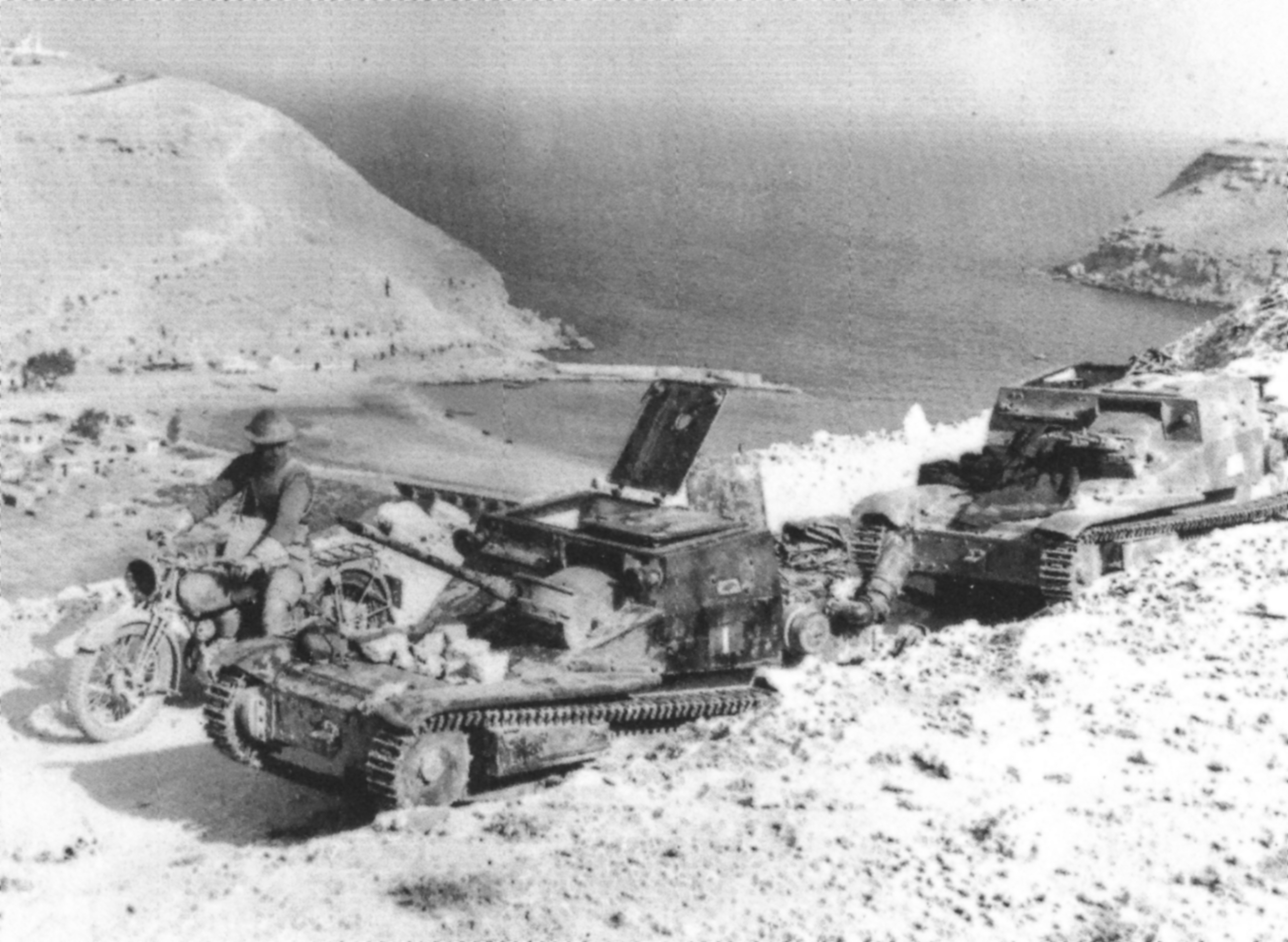
Due L3/33 caduti in mano britannica dopo l'espugnazione di Bardia (visibile sullo sfondo): il primo blindato è dotato di un cannone da 20 mm al posto delle tipiche mitragliatrici

Dopo due settimane di riorganizzazione, la Western Desert Force iniziò l'attacco a Bardia il 3 gennaio 1941 dopo un prolungato bombardamento da terra e dal mare, che indebolì notevolmente le difese italiane. Le forze britanniche avevano il pressoché totale controllo dello spazio aereo e del mare, anche grazie al contributo di qualche nuovissimo caccia Supermarine Spitfire Mk III. Le operazioni a terra furono avviate dalla fanteria della 6ª Divisione australiana, che riuscì ad aprire un varco nel settore occidentale già alle 07:00; la battaglia si frazionò in una serie di piccoli scontri molto duri, in corrispondenza dei capisaldi tenuti dagli italiani. Assicurata una testa di ponte nel perimetro italiano, e creato varchi tra i fossati anticarro, entrarono in scena i pesanti Matilda che, in breve tempo, eliminarono il grosso caposaldo tenuto dalla Divisione "Marmarica"; poterono così investire la seconda linea italiana facendo circa 8 000 prigionieri. Appena ricevuta notizia del cedimento Bergonzoli inviò sul posto una compagnia di 12 carri M13, alcuni pezzi trainati da 47/32 e due mitragliere da 20 mm, forze insufficienti subito spazzate via. Il morale dei difensori vacillò ulteriormente quando al largo di Bardia si presentarono le navi da battaglia HMS Barham, HMS Valiant e la HMS Warspite: scortate da quattro cacciatorpediniere, bombardarono per 45 minuti la città con i loro pezzi da 381 mm. I combattimenti continuarono per tutta la notte e all'alba del 4 gennaio, nel settore sud-orientale, i capisaldi tenuti dai reparti della "Cirene" furono attaccati alle spalle e travolti; il municipio di Bardia fu occupato alle 16:00 dello stesso giorno e la piazzaforte fu tagliata in due. Gli italiani però resistettero, dimostrando di potersi difendere efficacemente in ambiente urbano nonostante non avessero ricevuto addestramento specifico a ciò. In questo frangente tre battaglioni della "28 ottobre" impegnarono in duri scontri gli attaccanti, tenendo il settore di Mrega per tutto il giorno.
Il terzo giorno entrò in scena la 19ª Brigata di fanteria australiana, l'ultima riserva fresca, che riuscì a ripulire le ultime sacche di resistenza a sud della città (gli ultimi superstiti della "Cirene" e della "28 ottobre"); intanto, a nord, gli ultimi centri di resistenza della "23 marzo" si arresero alla 16ª Brigata di fanteria e al gruppo di supporto della 7ª Divisione corazzata. Verso le 13:00 circa la resistenza organizzata cessò del tutto e il generale Bergonzoli riuscì a fuggire uscendo nottetempo dalla piazzaforte; percorse a piedi i 120 chilometri di deserto tra Bardia e Tobruch, ove giunse il 9 gennaio con un piccolo gruppo di ufficiali. In tutto furono presi 38 000 prigionieri, mentre gli attaccanti contarono all'incirca 600 perdite totali. La vittoria di Bardia fu salutata con soddisfazione dallo stesso primo ministro Churchill che, nelle sue memorie, affermò come «Le vittorie nel deserto allietarono i primi giorni del 1941». Il ministro degli Esteri Anthony Eden si congratulò con lo stesso capo del governo: «Auguri e congratulazioni per la vittoria di Bardia! [...] mai in egual misura, tanti si sono arresi a così pochi».

### La conquista di Tobruch
Secondo Churchill la vittoria non sarebbe dovuta rimanere un fatto a sé stante e, nonostante le minacce che andavano profilandosi nel settore balcanico con i concentramenti tedeschi in Romania, il generale Wavell ricevette le seguenti direttive: «Nulla deve impedire la presa di Tobruch, ma appena ciò sarà accaduto tutte le operazioni in Libia saranno subordinate all'aiuto alla Grecia». Al contrario, Graziani anticipò Mussolini e gli inoltrò un lungo rapporto per puntualizzare la situazione; secondo il maresciallo l'esito della battaglia di Bardia non poteva che ripetersi a Tobruch, per il semplice motivo che i difensori erano meno numerosi, con meno armi e con un fronte più ampio da difendere. Sempre secondo Graziani l'unico modo di resistere sarebbe stato quello di raggruppare tutte le forze disponibili nel triangolo Derna-El Mechili-Berta, per cercare di difendere Tripoli. Questa comunicazione non piacque a Mussolini che inviò una dura risposta a Graziani, ordinandogli di resistere a oltranza sul posto. La città di Tobruch disponeva di una debole cintura fortificata, più solida di quella di Bardia ma pur sempre insufficiente, lunga circa 50 chilometri e presidiata da uno scarso numero di truppe al comando del generale Enrico Pitassi Mannella: oltre alla Divisione fanteria "Sirte", ancora al completo, vi erano il 4º Reggimento carristi, alcuni reparti da presidio e un gruppo raccogliticcio di unità scampate alle precedenti battaglie. Era disponibile anche un buon numero di pezzi d'artiglieria, tuttavia risalenti alla prima guerra mondiale e che, senza l'osservazione aerea, sparavano quasi alla cieca. In rada era ancorato l'obsoleto incrociatore corazzato San Giorgio, impiegato come batteria di artiglieria galleggiante.

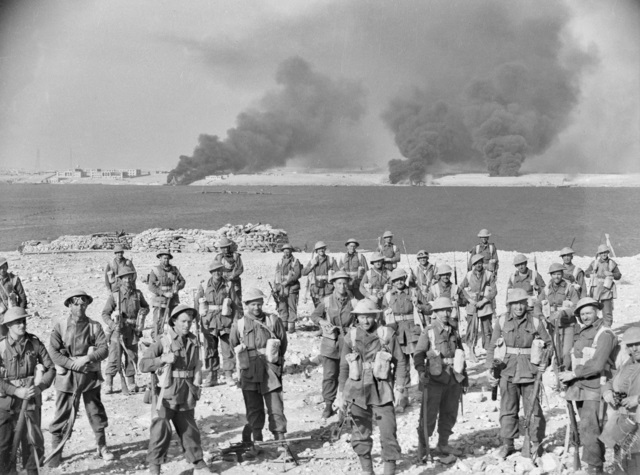
Una compagnia di soldati australiani della 6ª Divisione al termine dei combattimenti nel porto di Tobruch, 22 gennaio 1941

Il generale Wavell dal canto suo aveva ben calcolato che in tutta la Cirenaica rimanevano solo tre grandi unità italiane: la "Sirte" a Tobruch, la 60ª Divisione fanteria "Sabratha" in avvicinamento da ovest e la brigata meccanizzata "Babini" che, nel frattempo, era stata spostata a El Mechili. Ordinò a O'Connor di non perdere tempo a rastrellare Bardia e inviare al più presto il suo XIII Corpo d'armata, nuova denominazione della Western Desert Force, a bloccare e isolare Tobruch; così il 6 gennaio le prime avanguardie britanniche si affacciarono su Tobruch e il 9 ne fu completato l'accerchiamento. Dopo un periodo di dodici giorni per riorganizzare le proprie forze e attendere i preziosi Matilda, durante il quale furono compiute diverse azioni di disturbo da parte dell'11º Ussari, O'Connor attaccò il 21 gennaio. Un prolungato bombardamento dal mare e da terra e una serie di attacchi aerei portati dai bombardieri Vickers Wellington furono seguiti, alle 07:15, dall'attacco della 6ª Divisione australiana supportata dai diciotto Matilda del 7th RTR. La fanteria britannica godeva del tiro d'appoggio della Royal Navy e dell'aeronautica e già alle 07:30 aprì i primi varchi nello schieramento italiano alla penetrazione delle forze corazzate; dopo un violento contrattacco italiano al bivio di el-Adem, che causò un centinaio di perdite agli australiani, alle 13:30 ogni resistenza fu eliminata e lo stesso caposaldo di el Adem, con il suo importante aeroporto, cadde in mano agli assalitori. In serata il quartier generale della 19ª Brigata australiana tentò di negoziare una resa, ma senza successo: il Duce stesso aveva proibito a Mannella di arrendersi, informandolo che diversi squadroni di bombardieri sarebbero presto arrivati in suo soccorso; effettivamente nella notte una squadriglia di S.M.79 effettuò un attacco a sorpresa, ma non arrecò danno ai britannici e centrò soltanto un campo che ospitava 8 000 prigionieri italiani, tra i quali ci furono un centinaio tra morti e feriti.
Nelle giornate del 22 e 23 gennaio, investiti di fronte e da tergo, i centri di fuoco e i capisaldi italiani caddero dopo una strenua difesa, così come le batterie dell'esercito e della Regia Marina che ancora avevano munizioni. Alle 04:15 del 23 gennaio, con i reparti britannici ormai prossimi a entrare nella stessa Tobruch, l'incrociatore San Giorgio si autoaffondò nel porto della città; intorno alle 16:00 si arrese anche l'ultimo caposaldo italiano. Il XIII Corpo d'armata britannico aveva conquistato Tobruch al prezzo di circa 400 perdite (49 morti e 306 feriti australiani, più una trentina di britannici) e aveva inflitto 23 000 perdite alla guarnigione italiana, che lamentò 768 morti tra cui 18 ufficiali e 2 280 feriti tra cui 30 ufficiali. Furono altresì catturati 236 cannoni campali, 23 carri armati medi e più di 200 veicoli. La sola buona notizia per gli italiani fu la decisione di Wavell di ritirare dalla linea quel che rimaneva del 7th RTR e di rimandarlo nelle retrovie per un periodo di riposo. La capitolazione della città fu resa nota in Italia il 25 gennaio.

### Derna e Beda Fomm, il crollo finale delle forze italiane in Cirenaica
(Messaggio del generale O'Connor al Comando inglese al Cairo il 7 febbraio 1941, per comunicare la vittoria totale ottenuta sulle forze italiane in ritirata)

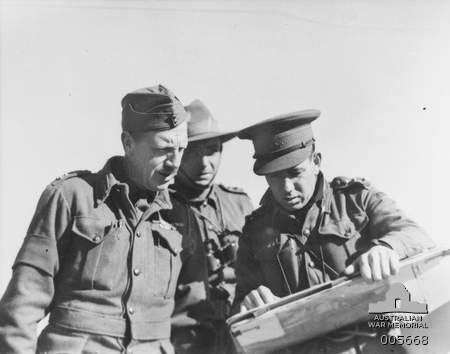
Il generale Horace Robertson (19ª Brigata australiana) a colloquio con il capitano R.I. Ainslie e il capitano Greave, durante le operazioni per la conquista di Derna

Prima ancora di sferrare l'attacco a Tobruch, i britannici avevano spinto verso occidente le loro punte avanzate così da prendere contatto con le difese italiane a protezione dell'altopiano del Gebel. Le difese italiane a grandi linee erano articolate attorno a Derna, da dove iniziava una linea che interdiceva le strade dirette a occidente; più a sud, attorno a El Mechili, vi era un altro grosso presidio che aveva il compito di sbarrare le strade che attraversavano il pre-deserto e che portavano a Bengasi e, più a meridione, nel golfo della Sirte. Tra Derna ed El Mechili stazionavano le unità mobili e quelle corazzate, coadiuvate più a ovest da una posizione difensiva che vigilava sulle strade che puntavano su Bengasi. Più indietro ancora, fino ad Agedabia e a El-Agheila, vari sbarramenti dovevano evitare imprevisti. I reparti efficienti erano ormai ridotti alla Divisione "Sabratha", appena giunta in rinforzo dalla Tripolitania, alla cosiddetta Brigata corazzata speciale "Babini" e a un raggruppamento motorizzato, a cui si aggiungeva un'unità raccogliticcia ("Settore Derna") composta da sopravvissuti alle precedenti battaglie e posta al comando del generale Bergonzoli: radunava in totale 5 000 uomini, ma difettava di comandi organizzati, armamenti e affiatamento. In tutto gli italiani poterono mettere in campo circa 20 000 uomini con 254 cannoni, 57 carri medi, 25 carri L3 e circa 850 autocarri. Nell'entroterra intorno a Bengasi si stava formando un raggruppamento celere sul 10º Reggimento d'artiglieria della 25ª Divisione fanteria "Bologna" e due battaglioni di carri armati medi appena sbarcati, un reparto tuttavia troppo poco coeso e deficiente di appropriato addestramento e che, probabilmente, non avrebbe modificato gli equilibri anche se fosse stato inviato subito al fronte.
Dopo la vittoria a Tobruch i britannici snellirono la loro catena di comando: il maggior generale O'Connor avrebbe riferito direttamente a Wavell presso il comando del Medio Oriente, saltando il generale Wilson in Egitto. Il XIII Corpo fu inoltre diviso in due; verso Derna fu inviata la divisione australiana, con l'ala sinistra protetta dalla 7ª Brigata corazzata subito a sud delle montagne di Jebel Akhdar verso El Mechili, mentre la 4ª Brigata corazzata fu impegnata direttamente sulla strada verso El Mechili. Le notizie provenienti dalla Grecia inquietavano il comandante britannico, che ogni giorno vedeva diminuire navi e aerei a sua disposizione, ma sapeva d'altro canto che la situazione italiana era ben più critica e, dunque, riteneva imperativo catturare Bengasi quanto prima. Il 24 gennaio scattò l'attacco su El Mechili, condotto dalla 7ª Divisione corazzata con gli australiani in appoggio; le difese italiane assorbirono l'urto e i carri della Brigata corazzata "Babini" riuscirono anche a condurre alcuni efficaci contrattacchi contro la 4ª Brigata corazzata, che fu costretta a rallentare la progressione. Queste azioni divennero note come la "battaglia di El Mechili", ma rimasero fatti a sé stanti, dato che il timore di un aggiramento sconsigliò agli italiani di insistere. Il giorno successivo un battaglione australiano entrò in contatto con le difese esterne di Derna e ne conquistò l'aeroporto prima di essere fermato dalla resistenza degli italiani. Alcuni scontri continuarono il giorno 26 e, il 27, le truppe della Divisione "Sabratha" attuarono un contrattacco contro il grosso delle forze australiane valutato tra i 600 e i 1 000 uomini; concentrato vicino alla Wadi Derna, a circa dodici chilometri dalla città, questo distaccamento rintuzzò la sortita italiana che non ottenne risultati apprezzabili. Il costante arretramento generale delle forze italiane permise a O'Connor di insinuarsi fra le linee nemiche di Derna, ossia il punto strategicamente più importante della Cirenaica: da lì poteva inviare i suoi uomini a nord per isolare i difensori di Derna, a ovest verso Bengasi e a sud verso Solluch o addirittura Agedabia, alle porte della Tripolitania. Ciononostante lo schieramento britannico iniziava ad accusare l'usura di mezzi e uomini, da settimane all'offensiva con assai limitati ricambi o rinforzi. Il generale O'Connor, comunque, fu informato che da Tobruch erano in marcia i rimpiazzi per l'esausto XIII Corpo d'armata e mantenne dunque la pressione sulle linee avversarie.

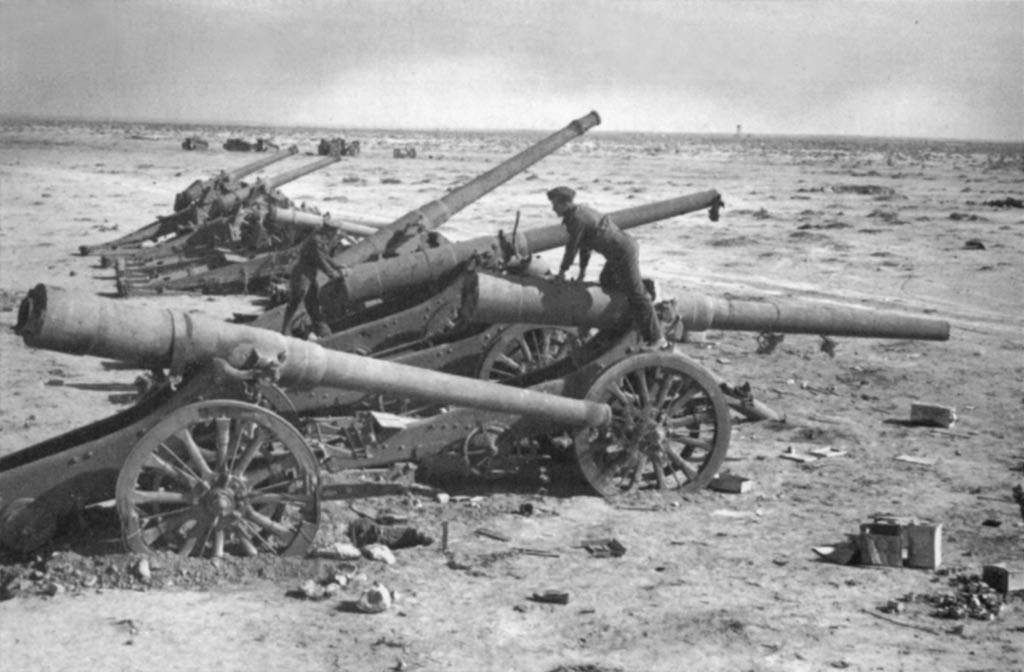
Una batteria di cannoni italiani da 149/35 Mod. 1901 risalenti alla Grande Guerra, catturata dai britannici in Cirenaica

Gli italiani continuarono a opporre resistenza per due giorni sulle loro posizioni, ma il 29 gennaio, con i britannici che minacciavano di accerchiare il suo fianco destro, il generale Tellera ordinò l'arretramento dei suoi reparti per salvare quanto restava della 10ª Armata: il giorno seguente gli australiani entrarono indisturbati a Derna. Ormai conscio di non poter più tenere la Cirenaica e preoccupato da una possibile sollevazione delle popolazioni locali, il 31 gennaio Graziani ordinò alla 10ª Armata di ripiegare in Tripolitania lungo la via Balbia; la grave penuria di autocarri rese però molto lenta la ritirata italiana e già il 1º febbraio la retroguardia della "Sabratha" fu attaccata e distrutta dalle truppe australiane. Informato dalla ricognizione aerea della situazione lungo la costa, O'Connor decise di inviare un reparto motorizzato, la neocostituita Combe Force (dal nome del comandante John Frederick Boyce Combe) a tagliare la strada ai reparti italiani con una marcia forzata attraverso gli altipiani della Cirenaica; la 6ª Divisione australiana fu incaricata di incalzare le retroguardie italiane. Nella notte tra il 30 e il 31 gennaio Graziani fu informato della situazione e trasse la conclusione che i britannici si stavano preparando a chiudere in un'enorme sacca sia i difensori di Derna sia quelli posizionati più a occidente: si rassegnò così a emanare l'ordine di ripiegamento generale delle forze italiane dalla Cirenaica. Il movimento di ritirata doveva compiersi tra il 2 e il 6 febbraio 1941, fino a Bengasi, e O'Connor si trovò costretto a decidere se attendere per una decina di giorni l'arrivo della 2ª Divisione corazzata (che stava sbarcando in Egitto) oppure tagliare la ritirata con quel poco che rimaneva della 7ª Divisione corazzata: scelse quest'ultima opzione.
Mentre gli australiani inseguivano i resti della 10ª Armata lungo la costa, la 7ª Divisione corazzata fu dunque lanciata nell'entroterra allo scopo di intercettare le forze italiane e chiuderle in una sacca all'altezza di Solluch. La difficile conformazione del terreno in quella zona spinse il comandante, maggior generale Michael O'Moore Creagh, a prendere una coraggiosa decisione: distaccò a sud-ovest solo la leggera Combe Force, che era costituita da tre squadroni di autoblindo, uno ciascuno dall'11º Ussari, dal 1st King's Dragoon Guards e dalla 2nd Rifle Brigade, e rinforzata da uno squadrone autoblindo della RAF, cannoni anticarro da 40 mm del 3rd Regiment Royal Horse Artillery e una batteria di nove Bofors 37 mm. Questi circa 2 000 uomini ebbero il difficile compito di trattenere la 10ª Armata fino all'arrivo del grosso delle forze britanniche.

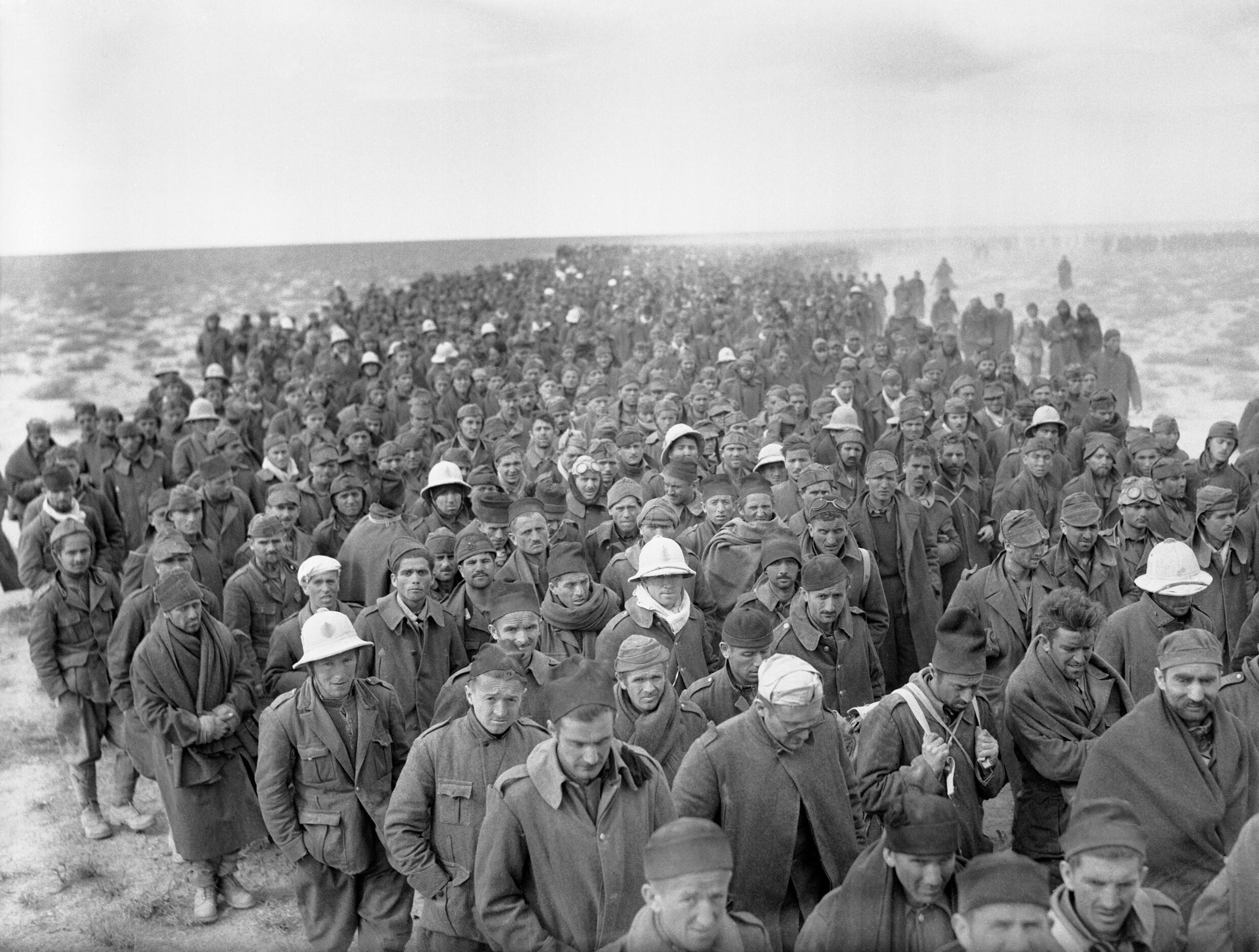
Una colonna di prigionieri italiani catturati in Libia

Quando la Combe Force entrò in contatto con gli italiani si generò un imprevisto caos; Bengasi fu evacuata in tutta fretta, camion, armi leggere, depositi di viveri e benzina furono abbandonati e, incredibilmente, nessuno si occupò di compiere un qualche sabotaggio per intralciare le truppe avversarie. Nel pomeriggio del 5 febbraio la formazione tagliò la strada costiera all'altezza di Sidi Saleh, anticipando di circa mezz'ora l'arrivo dei resti della 10ª Armata a cui si erano accodati migliaia di civili. Al calar della sera la 4ª Brigata corazzata si piazzò in località Beda Fomm, a circa 16 chilometri a nord della Combe Force; reparti della 7ª Divisione corazzata, con una direttrice di marcia più settentrionale, minacciavano il fianco delle unità italiane in ritirata. Per tutto il 6 febbraio la Combe Force respinse i tentativi italiani di forzare il blocco e, il giorno seguente, la 7ª Divisione corazzata completò il proprio schieramento e poté cominciare a condurre mirati attacchi sul fianco della lunga colonna italiana, scaglionata per più di 40 chilometri; nel corso delle schermaglie lo stesso generale Tellera rimase gravemente ferito e morì in un ospedale da campo quella stessa mattina. Il generale Bergonzoli assunse il comando e, dopo diversi e scoordinati tentativi, organizzò un disperato contrattacco con gli ultimi 30 carri disponibili; cinque veicoli riuscirono a sfondare il blocco, ma furono tutti distrutti dai cannoni controcarro britannici mentre si dirigevano sul quartier generale della 2nd Rifle Brigade. Dopo questo ennesimo fallimento tattico e conscio che erano in arrivo le ultime unità della 7ª Divisione corazzata e la 6ª Divisione australiana, Bergonzoli e i suoi collaboratori capitolarono alle 09:00 del 7 febbraio.
A metà mattinata O'Connor, dopo aver constatato lo sfascio di ciò che restava dell'esercito italiano a Beda Fomm, inviò a Wavell il celebre messaggio «Volpe uccisa allo scoperto» che decretò ufficialmente la conclusione dell'operazione Compass. Le ultime azioni riguardarono l'invio dei mezzi dell'11º Ussari su Agedabia, dove furono raccolti altri prigionieri, e su El-Agheila al confine con la Tripolitania, dove il 9 febbraio 1941 l'avanzata britannica si arrestò. Per colmo dell'ironia, quello stesso giorno la Force H dell'ammiraglio James Somerville bombardò la città di Genova, senza che l'aeronautica o le difese costiere riuscissero a controbattere efficacemente. Le ultime battaglie della Cirenaica si svolsero a Cufra e a Giarabub, rimasti tagliati fuori dall'avanzata britannica: Cufra si arrese agli anglo-francesi il 1º marzo, mentre il forte di Giarabub cedette le armi il 21, dopo un lungo assedio.

## Analisi e conseguenze

Mappa riepilogativa dell'avanzata britannica durante l'operazione Compass

L'operazione Compass fu il più grave disastro militare italiano dopo Caporetto; impostata come un attacco limitato di cinque giorni, l'offensiva britannica si era trasformata in una notevole impresa campale che aveva consentito al generale Wavell di catturare 115 000 soldati nemici e avanzare di circa 800 chilometri e occupare quasi interamente la Cirenaica senza impiegare sul campo più di due divisioni alla volta. Nel corso dei combattimenti furono distrutti o catturati circa 400 carri armati e 1 290 pezzi d'artiglieria, furono presi circa 115 000 prigionieri (tra cui 22 generali) e i britannici si impadronirono di grandi quantità di viveri, materiale bellico, rifornimenti, nonché dell'intero bordello da campo per gli ufficiali italiani. La Western Desert Force, e l'unità erede, il XIII Corpo d'armata, lamentarono appena 2 000 tra morti e feriti. Il piano dell'operazione Compass si era rivelato uno dei più audaci e meglio eseguiti della guerra in Nordafrica (dell'intero conflitto mondiale, secondo lo storico Andrea Santangelo), e mostrò l'importanza dell'approccio combinato delle forze aeree, navali e terrestri. Sebbene questo tipo di operazioni combinate in seno all'esercito britannico fossero ancora a uno stadio rudimentale, si rivelò un'arma nettamente superiore riguardo a quello che riuscirono a mettere in campo i loro avversari. La logistica, inoltre, fu uno dei nodi cruciali che permise a O'Connor di pianificare l'offensiva e portarla avanti senza grossi intoppi dall'inizio alla fine, nonostante l'esiguità degli uomini a disposizione e le grandi distanze coperte in due mesi di battaglia.
Duri e immediati furono i contraccolpi al prestigio del regime fascista, in Italia e all'estero. Il maresciallo Graziani fu alla fine sollevato dall'incarico l'11 febbraio 1941 e sostituito da Italo Gariboldi; fu attivata persino una commissione d'inchiesta sulle sue azioni, anche se si concluse con un nulla di fatto. La sconfitta italiana fu ampiamente sfruttata dai britannici: i filmati delle interminabili colonne di prigionieri cenciosi e disorientati fecero il giro del mondo e consolidarono lo stereotipo del soldato italiano incapace a battersi. La macchina militare britannica aveva funzionato egregiamente: l'attacco frontale dei carri Matilda e della fanteria, combinato all'accerchiamento operato dalle forze corazzate mobili con equipaggi ben addestrati al movimento e all'ambiente desertico, dettero i massimi risultati contro le difese statiche italiane, colte di sorpresa da direzioni inaspettate. In particolare fu emblematico il successo dei carri armati Matilda, contro i quali il Regio Esercito non poté opporre un'arma veramente efficace; la fanteria italiana, anzi, arrivò a idealizzare questo blindato e a vederlo come invulnerabile, tanto che la sua sola comparsa bastò in alcune occasioni a gettare nel panico interi reparti.

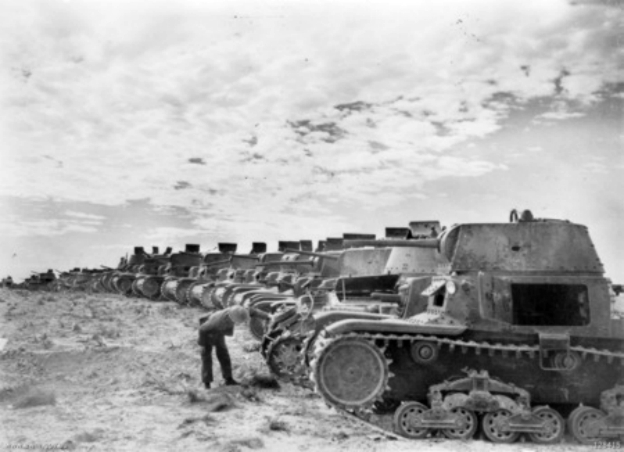
Carri medi italiani catturati a Beda Fomm: la gran parte sono M13/40

In campo italiano si contarono, per converso, gravi carenze ed errori marchiani. Sia il maresciallo Graziani sia i comandi intermedi furono sempre incapaci di prendere l'iniziativa e di predisporre tattiche per affrontare le colonne corazzate nemiche; la truppa, dal canto suo, era poco addestrata, male impiegata e spesso senza una vera unità di corpo che le consentisse di affrontare la battaglia con la dovuta risolutezza. Ci furono singoli episodi di valore e di dedizione che, però, non furono sufficienti a influenzare le sorti degli scontri. I materiali in dotazione si rivelarono del tutto inadeguati, a cominciare dal carro armato leggero L3/33 che era distribuito alle unità corazzate quando, al massimo, avrebbe potuto svolgere attività di porta-munizioni; i carri armati medi M11/39 e M13/40, per quanto rappresentassero un passo avanti, si rivelarono non del tutto riusciti e con serie debolezze circa la corazzatura, l'armamento e le prestazioni. I Matilda erano pressoché immuni ai loro cannoni e i vari modelli di Cruiser si rivelarono meglio armati e più veloci; soprattutto, i britannici utilizzarono i loro carri armati secondo moderne dottrine d'impiego. I settanta carri M della Brigata "Babini" avrebbero potuto fare la loro parte contro gli ormai usurati carri britannici ma, al contrario, furono gettati in battaglia suddivisi per compagnie e infine lanciati ciecamente contro gli sbarramenti di pezzi anticarro avversari a Beda Fomm. 
Le manchevolezze si estendevano anche al parco artiglieria del Regio Esercito, antiquato e composto prevalentemente da cannoni risalenti alla prima guerra mondiale, che avevano una gittata insufficiente per effettuare un efficace tiro di controbatteria; la principale arma controcarro, il 47/32 Mod. 1935, non aveva un calibro tale da mettere fuori uso i blindati avversari. A livello operativo e logistico una delle principali cause del tracollo italiano è stata individuata nella "riforma Pariani" degli anni 1930: tra le varie disposizioni era stata infatti decisa la creazione di una intendenza centralizzata, che deteneva il controllo dei pochi mezzi di trasporto esistenti; perciò ogni comandante di grandi unità fu privato del controllo della catena logistica e fu assai limitato nelle modifiche in accordo al procedere delle operazioni. A questo pregiudizievole accentramento fece eco la cronica mancanza di tecnici capaci di riparare i veicoli e la necessità di usare i camion sia per il traino delle artiglierie, sia per distribuire i rifornimenti a oltre 230 000 uomini. Date queste premesse, si può ben comprendere perché la catena logistica italiana crollò fin dai primi attacchi. Vi erano inoltre grossi problemi nella coordinazione fra le varie armi: la 5ª Squadra aerea in Nordafrica, che avrebbe dovuto appoggiare le operazioni di terra dell'esercito, perse il 50% dei velivoli senza aver contribuito alle operazioni, mentre Bardia e Tobruch furono bombardate della Mediterranean Fleet senza che la Regia Marina reagisse, a prova di come la strategia attendista italiana non funzionasse, lasciando troppa libertà alle forze di superficie nemiche.

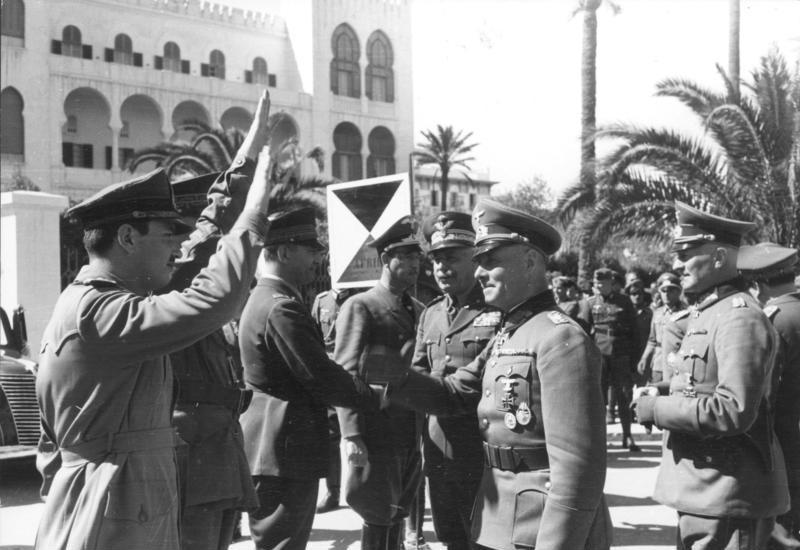
Tripoli, marzo 1941: incontro tra i generali Gariboldi, Rommel e Johannes Streich

La situazione italiana alla conclusione del ciclo operativo era precaria e per cercare di correre ai ripari il comando supremo inviò in Nordafrica due delle migliori divisioni disponibili: la 132ª Divisione corazzata "Ariete" e la 102ª Divisione motorizzata "Trento" erano ben addestrate, ben comandate e negli anni successivi dimostrarono di poter dare il loro contributo alle forze dell'Asse. Le cinque divisioni che già si trovavano in Tripolitania, e che erano state spogliate di ogni attrezzatura per rinforzare la 10ª Armata, furono riequipaggiate, in parte con materiale più moderno di quello precedente. Al contempo, i tedeschi attivarono e completarono l'operazione Sonnenblume, con la quale trasferirono in Libia la 5. Leichte-Division e la 15. Panzer-Division: sbarcarono a Tripoli nel marzo 1941 e alla testa di questo corpo di spedizione fu messo il Generalleutnant Erwin Rommel, che teoricamente era alle dipendenze del comandante superiore in Libia Gariboldi ma di fatto aveva larghissimi margini di autonomia decisionale. L'arrivo del contingente tedesco e, in Sicilia, degli aerei del X. Fliegerkorps della Luftwaffe migliorò nettamente la situazione. Tuttavia la presenza in forze di unità militari tedesche sul territorio coloniale italiano ebbe una pesante conseguenza politica; Mussolini capì infatti che la sua idea di «guerra parallela» era definitivamente tramontata e, anzi, al suo posto si manifestò quella che lo storico Giorgio Rochat definì «guerra subalterna». Da quel momento in poi la conduzione bellica italiana divenne totalmente dipendente dalle decisioni tedesche. Uno dei primi aderenti al fascismo, il maresciallo Emilio De Bono, già nel dicembre 1940 sostenne che «Noi come italiani, la guerra l'abbiamo perduta. Bisogna che vinca l'Asse».

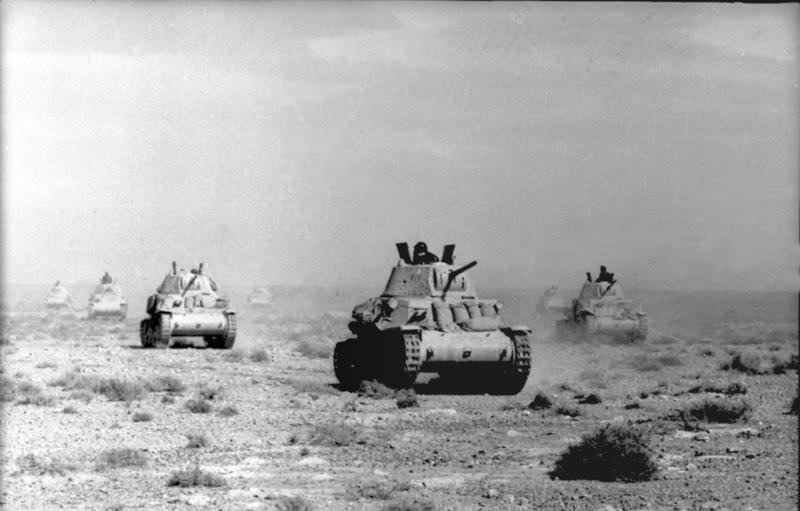
Carri M13/40 avanzano nel deserto: i britannici fecero un certo uso di questi blindati, caduti in buon numero nelle loro mani

Arrivati a El-Agheila, i britannici erano occupati a riorganizzare le loro forze. Winston Churchill aveva imposto a Wavell di sospendere l'iniziativa in Libia, posizionarsi sulla difensiva e inviare un contingente di 60 000 uomini in appoggio alla Grecia, in vista del doppio attacco italo-tedesco che si stava per abbattere contro le forze elleniche. Nella convinzione che le forze dell'Asse non sarebbero state in grado di contrattaccare in Libia prima di diversi mesi, iniziò quindi il trasferimento delle forze in Africa verso i Balcani: la 7ª Divisione corazzata, esausta e logora, fu rimandata in Egitto, riequipaggiata e quindi trasferita nella penisola ellenica assieme alla 6ª e 7ª Divisione australiana più l'appena giunta 2ª Divisione neozelandese. Al loro posto subentrò la 2ª Divisione corazzata del generale Michael Gambier-Parry, ma era sotto organico e provata dagli spostamenti effettuati su strada, e senza l'utilizzo degli speciali rimorchi per carri armati arrivò al fronte coi blindati già logori, e finì dunque per inglobare anche alcuni M13 di preda bellica. In Cirenaica arrivarono inoltre la 9ª Divisione australiana e la 6ª Divisione di fanteria britannica in corso di formazione. Infine il generale O'Connor cedette il comando al tenente generale Philip Neame. In Libia rimase dunque un impreparato contingente del Commonwealth, che dovette subito affrontare le sortite offensive che Rommel mise in atto per sondare le difese nemiche, nonostante le direttive originarie dell'alto comando tedesco prevedessero che il corpo di spedizione costituisse solo una "forza di blocco" in grado di difendere la Tripolitania. Il 19 marzo 1941 Rommel si recò a Berlino e ottenne il consenso di Hitler a intraprendere il prima possibile azioni offensive, nonostante lo scetticismo dei generali tedeschi e dei comandi italiani. L'inattesa controffensiva italo-tedesca scattò il 24 marzo, quando il reparto esplorante della 5. Leichte-Division riconquistò facilmente El-Agheila; il 2 aprile fu rioccupata Agedabia e il 4 Bengasi, evento che causò notevole confusione tra i reparti britannici ancora in via di ricostituzione. La figura carismatica di Rommel e la fiducia nelle armi tedesche diedero un nuovo impulso alle truppe italiane che, sia per imitazione, sia per migliore addestramento in patria, migliorarono la loro combattività e le prestazioni generali, nonostante l'armamento, la potenza di fuoco e le capacità tattiche rimanessero comunque inferiori alle altre parti in lotta.

### Esplicative
1. ↑  Per la precisione 77 aerei persi in combattimento, 40 distrutti al suolo e 91 danneggiati e catturati. Vedi: Ali italiane, p. 764.
2. ↑  La vasta bibliografia sulla guerra in Nordafrica, riguardo agli italiani caduti prigionieri durante l'operazione Compass, riporta spesso numeri che variano da circa 115 000 a circa 130 000 prigionieri. In questa voce, per comodità, si fa riferimento al numero indicato dallo storico Andrea Santangelo nel suo Operazione Compass, la Caporetto del deserto, che è uno dei libri più recenti scritti al riguardo.

### Bibliografiche
1. 1 2  Santangelo, p. 99.
2. ↑  Del Boca, pp. 295-296.
3. 1 2  Bongiovanni, pp. 26-27.
4. ↑  Bongiovanni, p. 28.
5. ↑  Faldella, p. 201.
6. ↑  Rochat, p. 239.
7. ↑  Rochat, p. 240.
8. ↑  Santangelo, pp. 23-24.
9. ↑  Rochat, pp. 241-242.
10. ↑  Santangelo, p. 41.
11. ↑  Rochat, p. 294.
12. 1 2  Santangelo, p. 47.
13. 1 2  Santangelo, p. 42.
14. ↑  Massignani-Greene, p. 14.
15. ↑  Massignani-Greene, p. 15.
16. ↑  Santangelo, p. 64.
17. ↑  Rochat, p. 244.
18. 1 2 3 4  Santangelo, p. 62.
19. ↑  Gordon, pp. 568-569.
20. ↑  Massignani-Greene, p. 17.
21. 1 2 3  Santangelo, pp. 62-63.
22. ↑  Massignani-Greene, p. 11.
23. ↑  Rochat, p. 296.
24. ↑  Massignani-Greene, p. 22.
25. ↑  Del Boca, p. 300.
26. ↑  Santangelo, p. 48.
27. ↑  Massignani-Greene, pp. 22-23.
28. ↑  Santangelo, pp. 71-72.
29. 1 2 3  Massignani-Greene, p. 23.
30. ↑  Santangelo, p. 72.
31. ↑  Rochat, pp. 198-199.
32. ↑  Santangelo, p. 74.
33. ↑  Bongiovanni, p. 71.
34. ↑  Bongiovanni, p. 64.
35. ↑  Bongiovanni, p. 65.
36. 1 2  Molinari, p. 14.
37. ↑  Santangelo, pp. 66-67.
38. 1 2  Gordon, p. 98.
39. ↑  Santangelo, p. 50.
40. ↑  Bongiovanni, p. 69.
41. ↑  Massignani-Greene, p. 18.
42. 1 2  Santangelo, p. 77.
43. ↑  Molinari, p. 15.
44. ↑  Santangelo, pp. 78-79.
45. ↑  Bongiovanni, p. 77.
46. ↑  Santangelo, pp. 80-82.
47. ↑  Bongiovanni, pp. 84-85.
48. ↑  Molinari, p. 16.
49. ↑  Santangelo, p. 82.
50. ↑  Del Boca, p. 301.
51. ↑  Del Boca, p. 302.
52. 1 2  Santangelo, p. 84.
53. 1 2  Santangelo, p. 85.
54. ↑  Bongiovanni, p. 89.
55. ↑   Angelo Del Boca, La tragica fine della X armata e del suo comandante. Lettere dalla Libia del generale Tellera (PDF), Africa e dintorni,  p. 76. URL consultato il 16 ottobre 2020.
56. 1 2  Massignani-Greene, p. 44.
57. ↑  Santangelo, pp. 86-87.
58. ↑  Santangelo, p. 88.
59. ↑  Santangelo, pp. 88-89.
60. ↑  Bongiovanni, p. 99.
61. ↑  Bongiovanni, p. 100.
62. ↑  Bongiovanni, pp. 100-101.
63. ↑  Bongiovanni, p. 102.
64. ↑  Santangelo, p. 89.
65. ↑  Santangelo, p. 90.
66. ↑  Santangelo, pp. 91-92.
67. ↑  Molinari, p. 19.
68. ↑  Santangelo, p. 92.
69. 1 2 3  Bongiovanni, p. 107.
70. ↑  Bauer, p. 40.
71. ↑  Santangelo, p. 93.
72. 1 2  Santangelo, p. 94.
73. 1 2  Santangelo, p. 95.
74. ↑  Bongiovanni, p. 109.
75. 1 2  Santangelo, p. 96.
76. 1 2  Santangelo, p. 97.
77. ↑  Molinari, p. 21.
78. ↑  De Ninno, p. 70.
79. 1 2 3  Rochat, p. 297.
80. ↑   David Cave, Operation Compass, su cove.army.gov.au. URL consultato il 15 novembre 2020..
81. ↑  Bauer, p. 41.
82. ↑  Santangelo, pp. 61-62.
83. ↑  Santangelo, pp. 51-53.
84. ↑  De Ninno, p. 71.
85. ↑  Massignani-Greene, p. 49.
86. ↑  Massignani-Greene, pp. 49-51.
87. ↑  Santangelo, p. 101.
88. ↑  Rochat, p. 303.
89. 1 2  Massignani-Greene, p. 50.
90. ↑  Santangelo, p. 102.